# Palais Parisio (La Valette)
Le Palais Parisio, parfois connu sous le nom de Casa Parisio,, est un palais de La Valette, à Malte. Il a été construit dans les années 1740 par Domenico Sceberras et est finalement passé entre les mains des familles Muscati et Parisio Muscati. Ce fut la résidence de Napoléon pendant six jours en juin 1798, durant les premiers jours de l'occupation française de Malte. Le palais a finalement été acquis par la famille de Piro, et a ensuite été acheté par le gouvernement de Malte. Il a servi de Poste générale de 1886 à 1973, puis de ministère de l'Agriculture, et abrite aujourd'hui le ministère des Affaires étrangères.

## Emplacement
Le Palazzo Parisio se trouve sur Merchants Street, à l'origine appelée Strada San Giacomo, l'une des rues principales de La Valette. Le palais jouxte l'Auberge de Castille, qui est aujourd'hui le bureau du Premier ministre. Il fait face à l'Auberge d'Italie qui abrite le MUŻA, le musée national d'art.
Le site du Palazzo Parisio contenait à l'origine deux maisons de ville, qui appartenaient à Fra Michel Fonterme dit la Chiesa et Francesco This. Les maisons ont été achetées par Fra Giovanni di Vintimille en 1608. Ses descendants ont échangé les maisons avec Maria Sceberras en 1717.
Vers 1740, Domenico Sceberras a démoli les maisons de ville et a commencé à construire le palais. Il fut achevé en 1744 par Margherita Muscati, sa sœur, et resta entre les mains de la famille Muscati. Finalement, il a été hérité par Anna Muscati, qui a épousé Domenico Parisio. À la fin du XVIIIe siècle, le palais appartenait à Paolo Parisio Muscati, qui nomma le bâtiment Palazzo Parisio.

### Occupation française

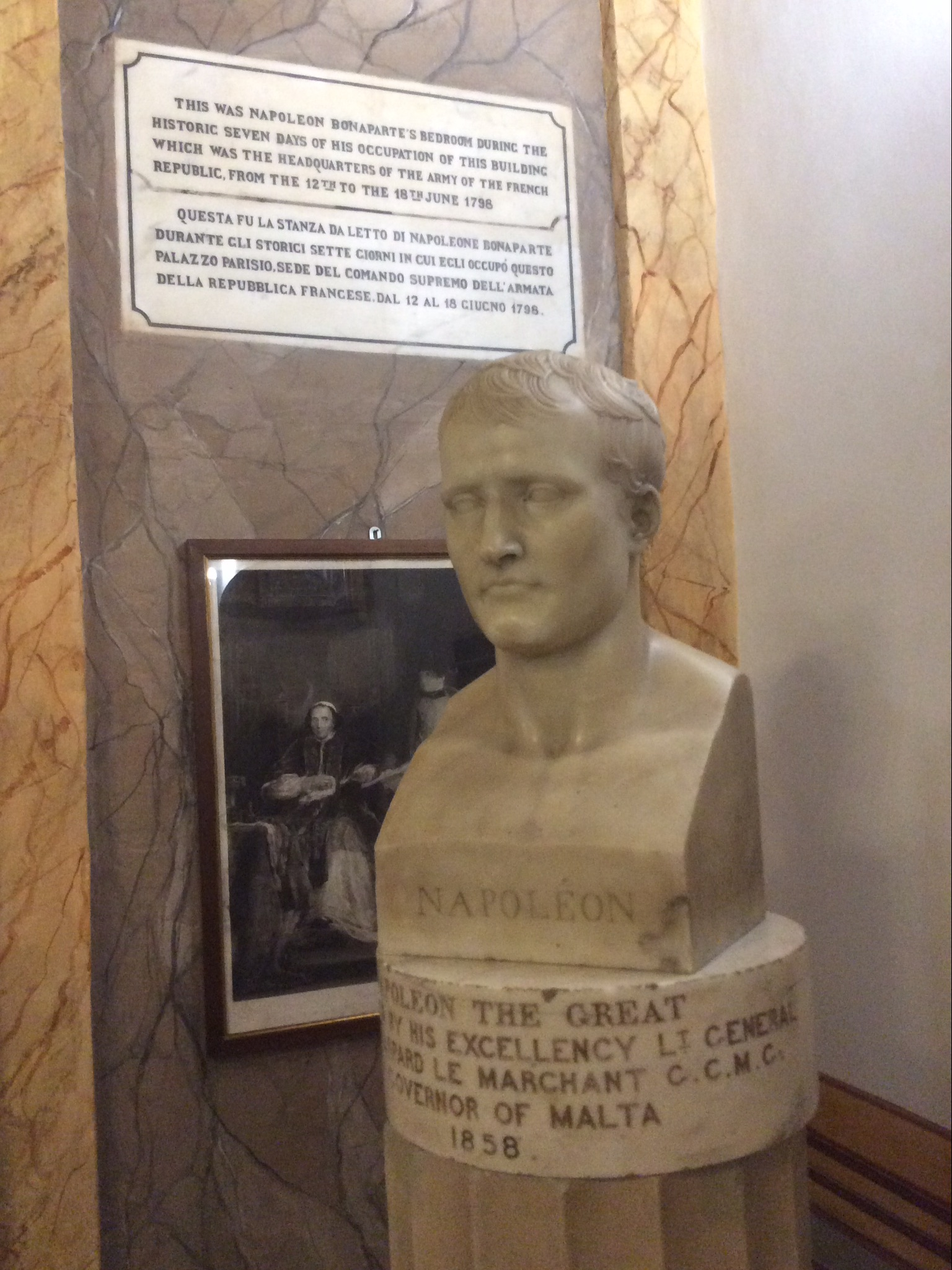
Buste de Napoléon commémorant son séjour au palais.

Après l'invasion française de Malte, Napoléon séjourna six jours au Palazzo Parisio du 12 au 18 juin 1798, avant de se lancer dans la campagne d'Égypte. À la suite du soulèvement maltais contre la domination française, Parisio Muscati quitte La Valette pour rejoindre les insurgés maltais, où il commande le bataillon Naxxar.

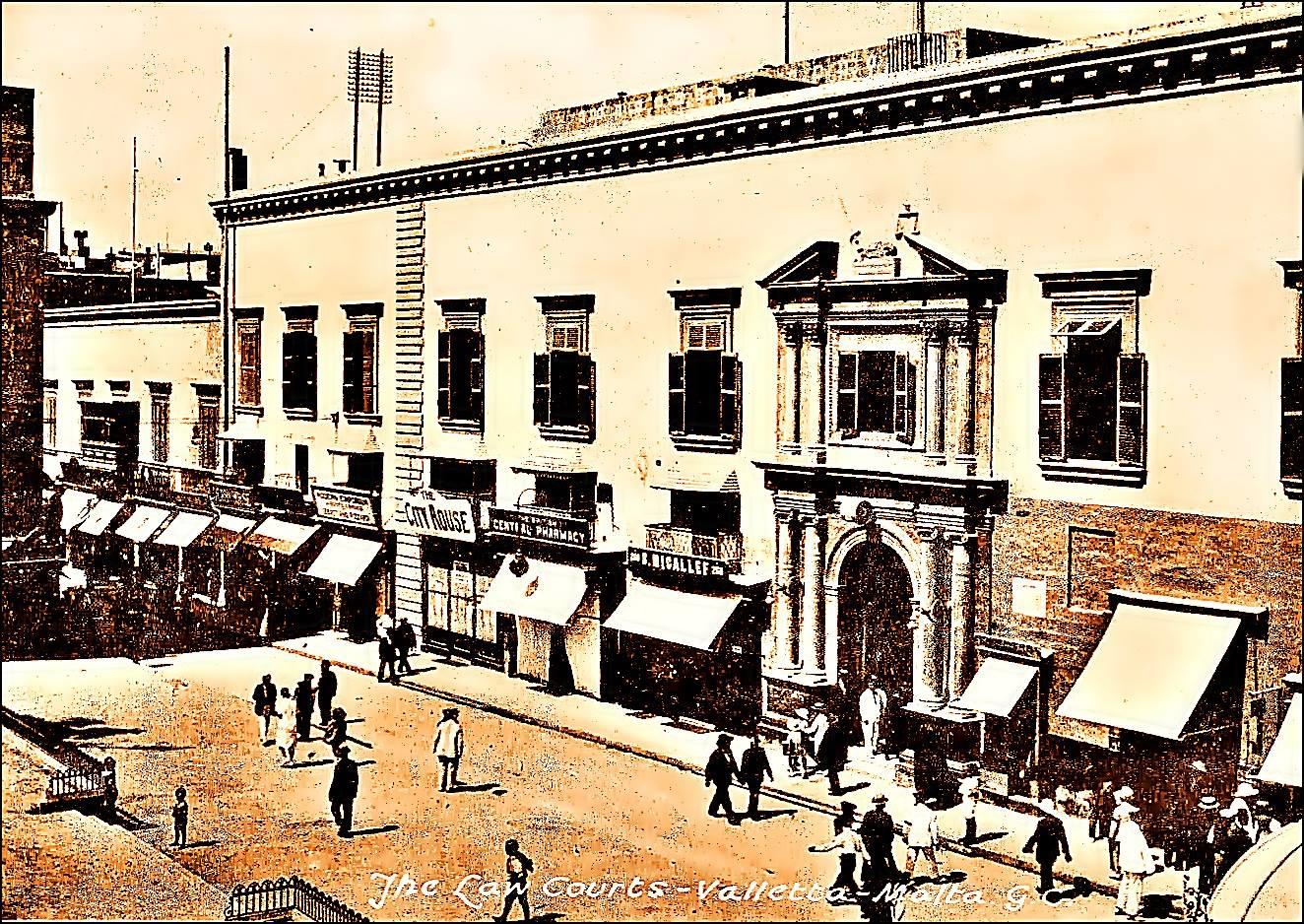
Casa Caccia (à gauche) et l'Auberge (à droite)

Après que Malte soit devenue un protectorat britannique en 1800, la famille Pario est revenue au palais. Le 26 novembre de la même année, Ralph Abercromby arriva à Malte à bord du HMS Diadem et resta au palais jusqu'à son départ pour l'Égypte le 20 décembre. Du 25 janvier au 14 mai 1841, Lord Lynedoch, un ami personnel de Parisio Muscati, s'installe également temporairement au palais lors de son séjour à Malte.
Après la mort de Parisio Muscati en décembre 1841, le palais est passé à son épouse Antonia Muscati Xara. Elle épousa Joseph de Piro et le palais passa entre les mains de la famille de Piro après sa mort en 1856.

### Bureau de poste général
Dans les années 1880, le Palazzo Parisio appartenait à une centaine de personnes et était en mauvais état. En 1886, le ministre des Postes, Ferdinand Inglott, persuada les propriétaires de louer, et éventuellement de vendre, le palais au gouvernement. Il a été rénové et ouvert sous le nom de General Post Office (GPO) en mai 1886. Le rez-de-chaussée servait de cour à chevaux pour les postiers.
Un troisième étage qui abritait la Cour des Comptes a été ajouté après la Première Guerre mondiale. Le bâtiment a été inclus sur la liste des Antiquités de 1925.
Le 24 avril 1942, pendant la Seconde Guerre mondiale, le palais est partiellement détruit par des bombardements aériens. Le GPO a déménagé à l'école primaire de Ħamrun jusqu'à son retour dans le palais en ruine le 16 janvier 1943. Le palais a été reconstruit après la guerre, mais certaines des fresques ont été perdues.
Le 4 juillet 1973, le GPO déménage du Palazzo Parisio à l'Auberge d'Italie, juste de l'autre côté de la rue. La salle centrale du courrier, la succursale des lettres recommandées et la poste restante ont été déplacées dans l'ancienne chapelle de la garnison, qui est maintenant occupée par la Bourse de Malte.

### Ministère des Affaires étrangères
Le premier ministère desservi par le bâtiment était le ministère des Postes et de l'Agriculture. Le ministère des Affaires étrangères s'installe au palais en octobre 1973. L'extérieur et l'intérieur du bâtiment ont ensuite été restaurés,. Une centaine d'ouvriers, dont des diplomates, travaillent dans le bâtiment. Depuis 2014, le bâtiment est considéré comme dangereux, selon les architectes nommés, et est en cours de rénovation.
Le palais est classé monument national de catégorie 1 par l' Autorité maltaise de l'environnement et de la planification. Il est également inscrit à l'Inventaire national des biens culturels des îles maltaises.

## Architecture
Palazzo Parisio a été conçu par l'architecte Peruzzi, et il contient des éléments de l'architecture néoclassique et baroque.

Le palais se compose de trois blocs, qui entourent une cour centrale. La façade contient une porte à colonnes élaborée, soutenant un balcon en bois. Il y a trois fenêtres de chaque côté de la porte.

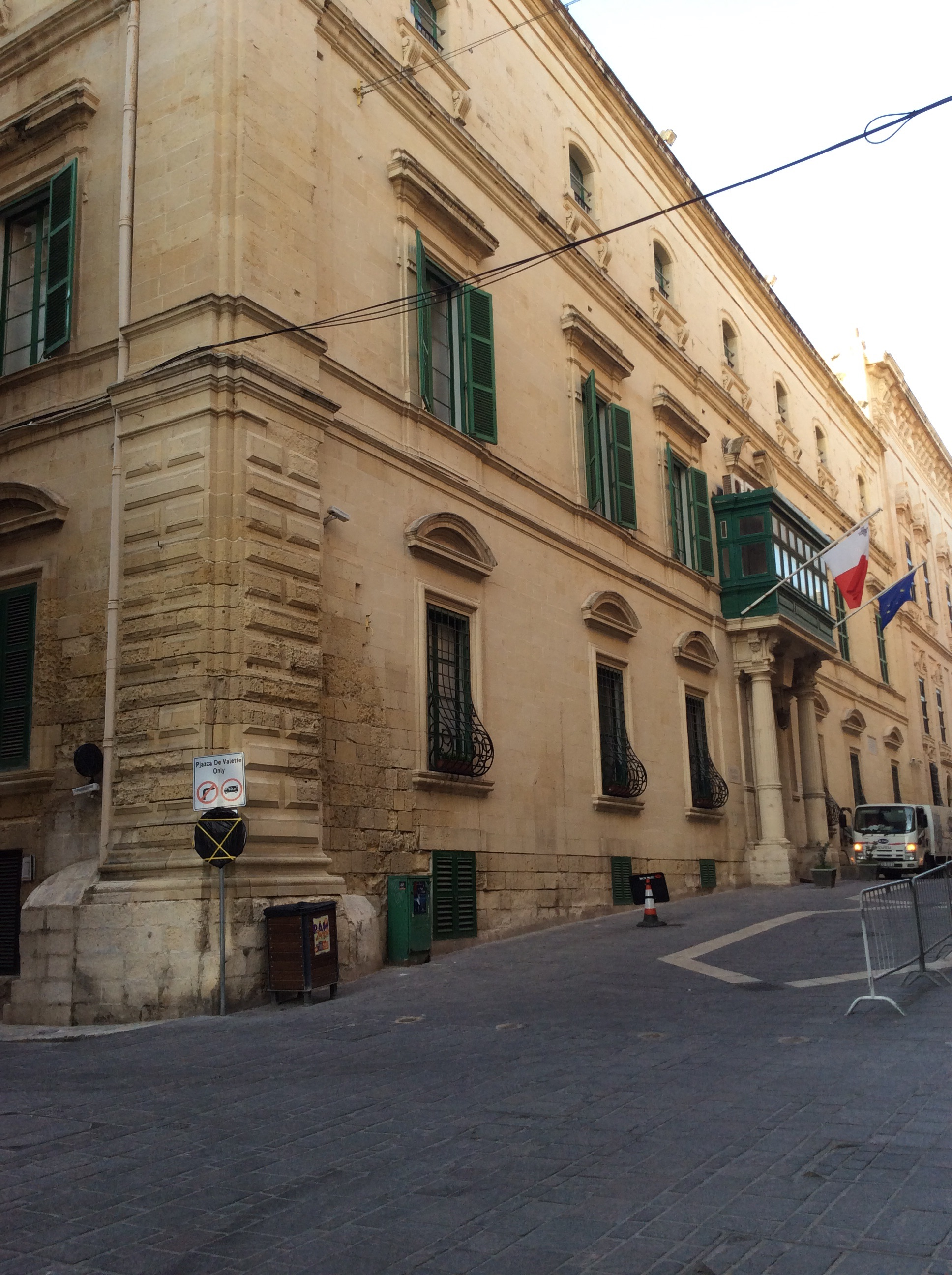
Le palais vu de la rue des marchands
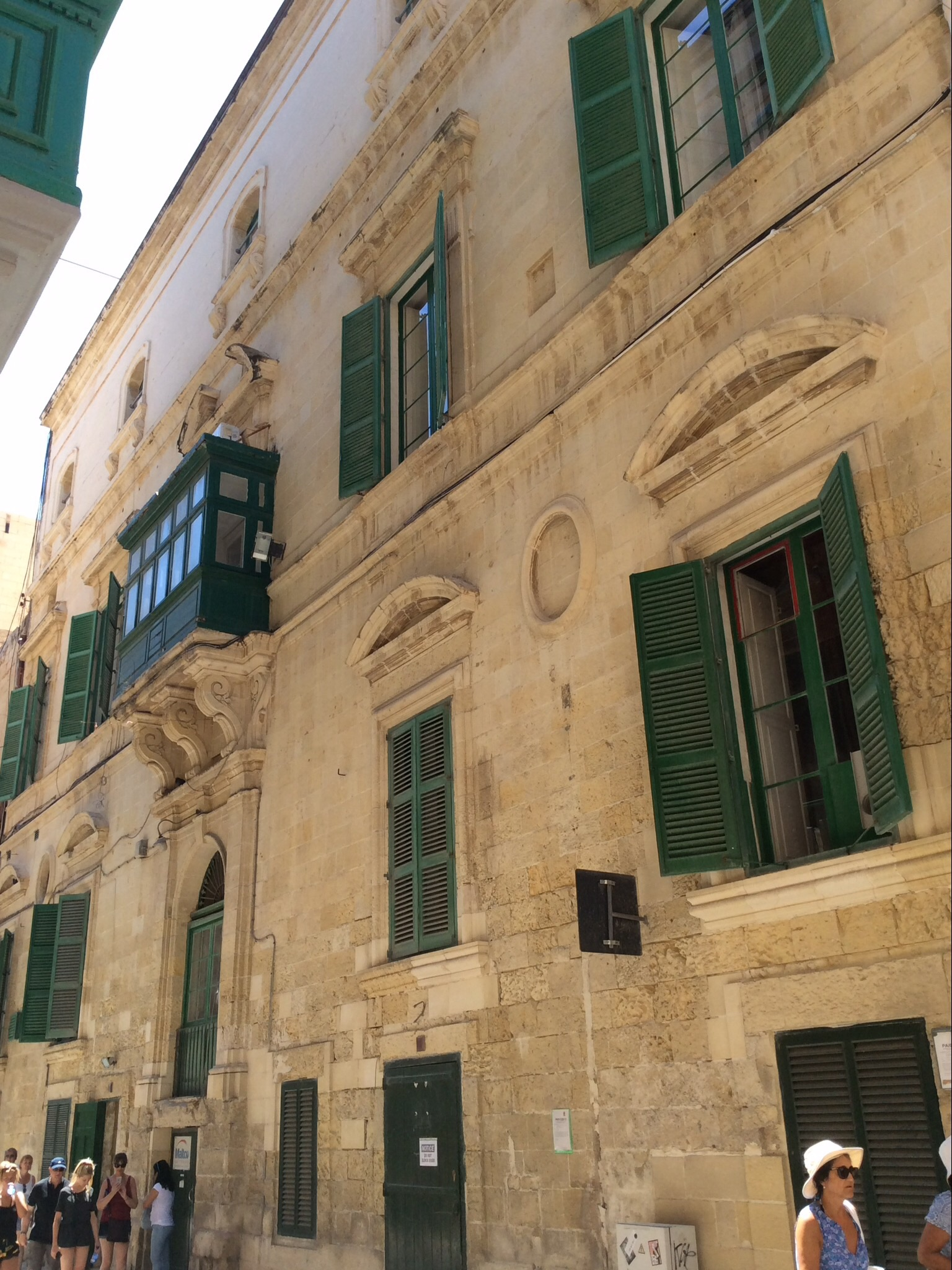
Façade latérale le long de la rue Melita
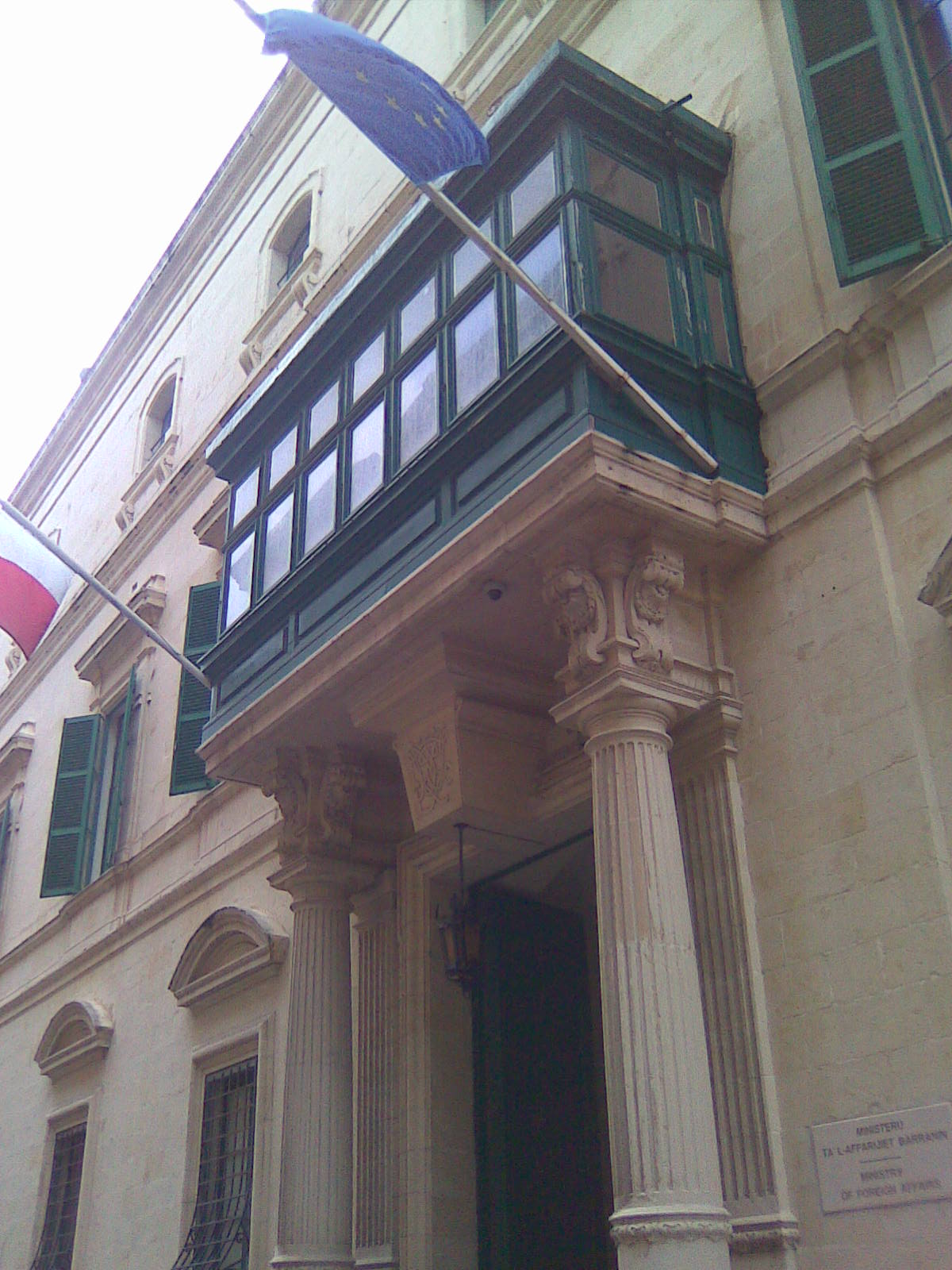
Porte et balcon
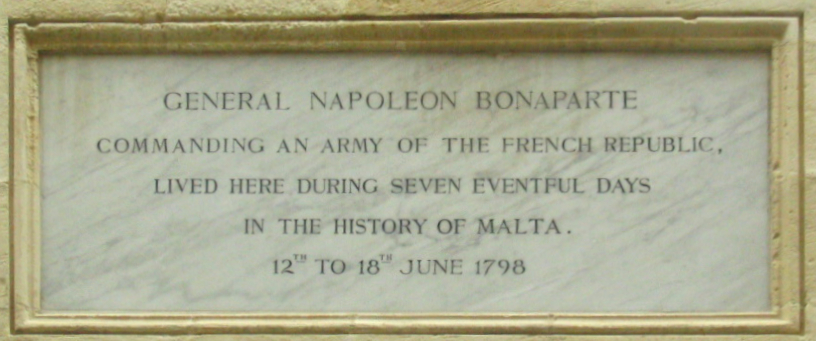
Plaque commémorative du séjour de Napoléon
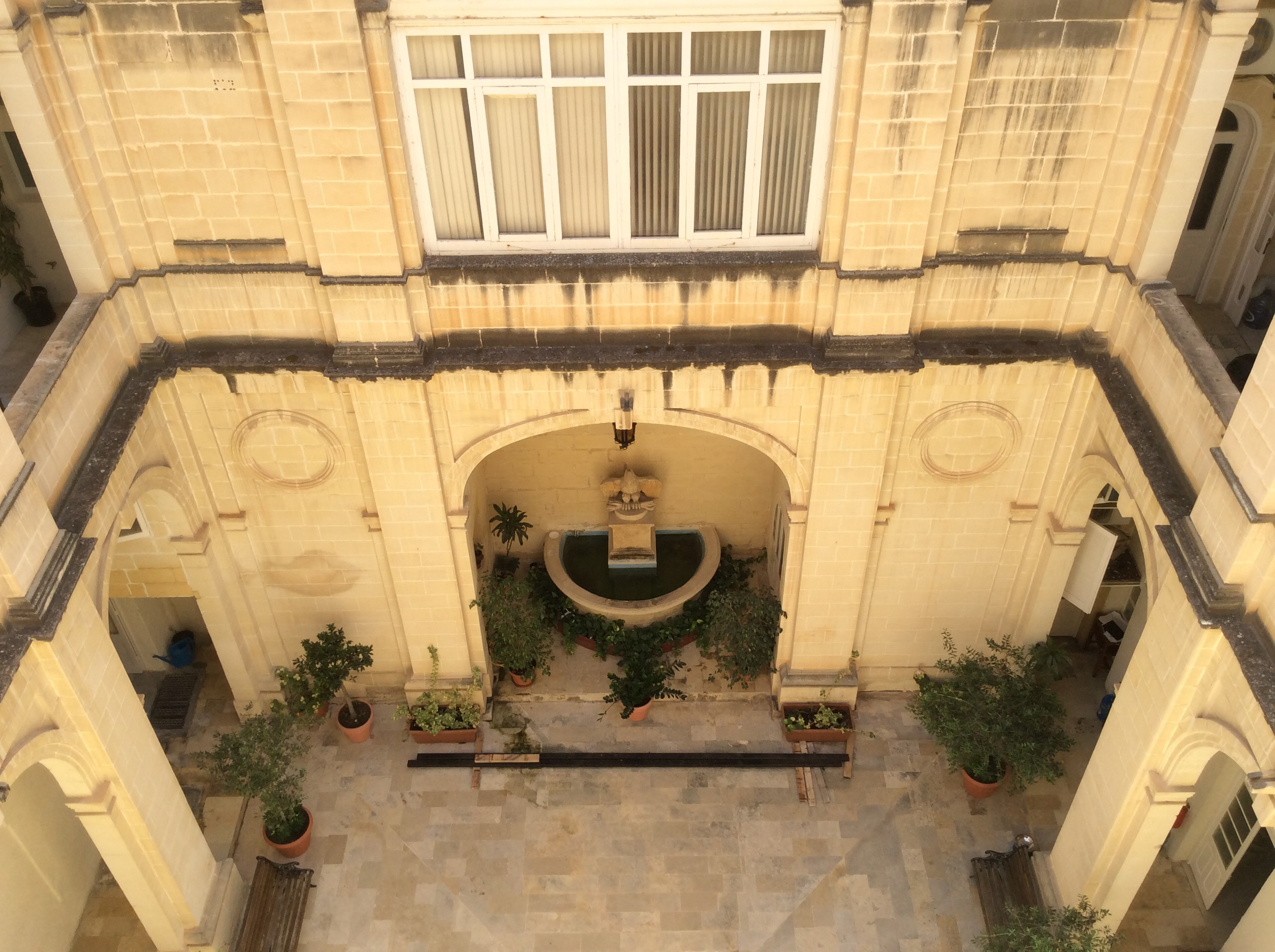
Cour

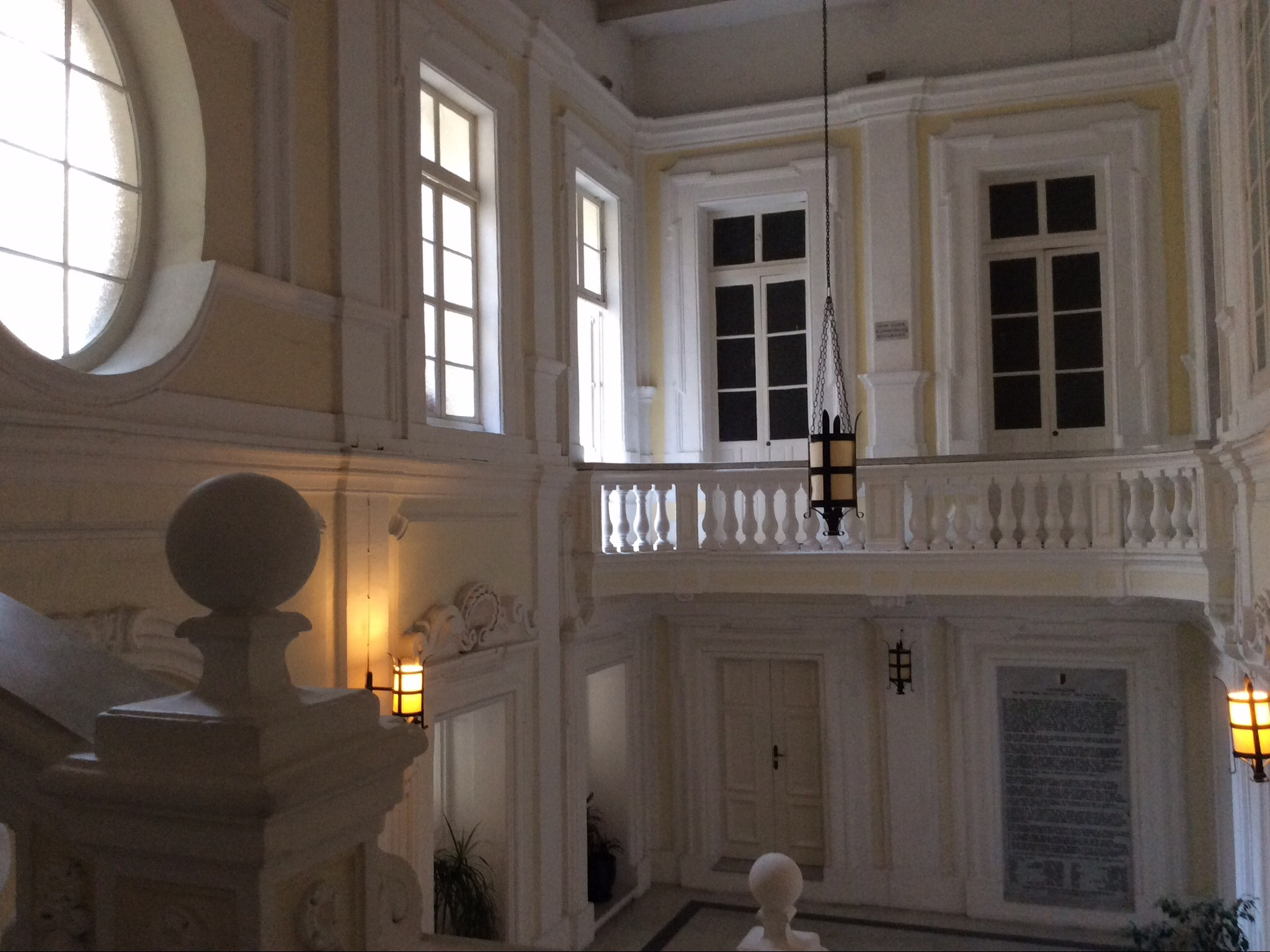
Intérieur
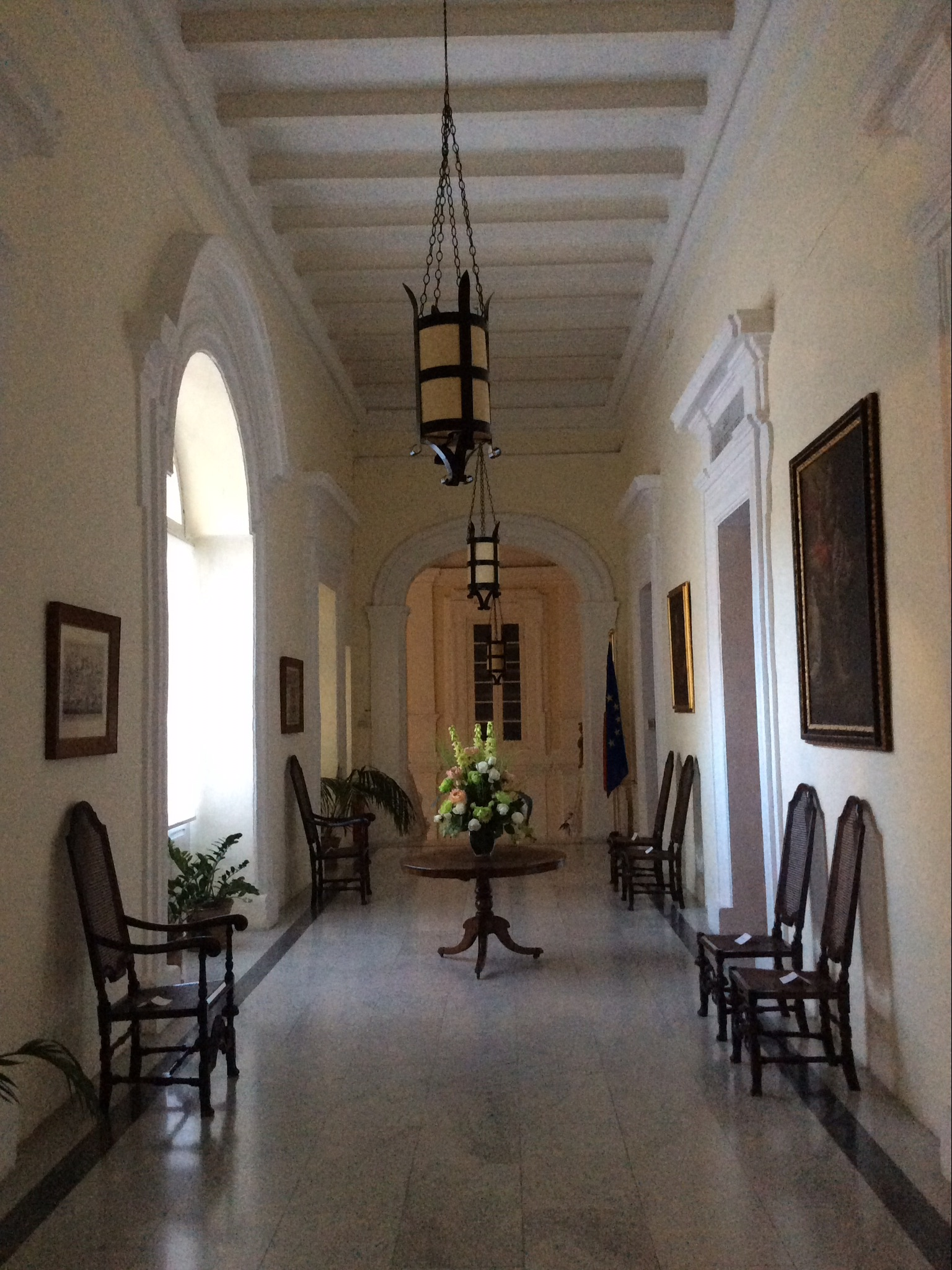
Couloir
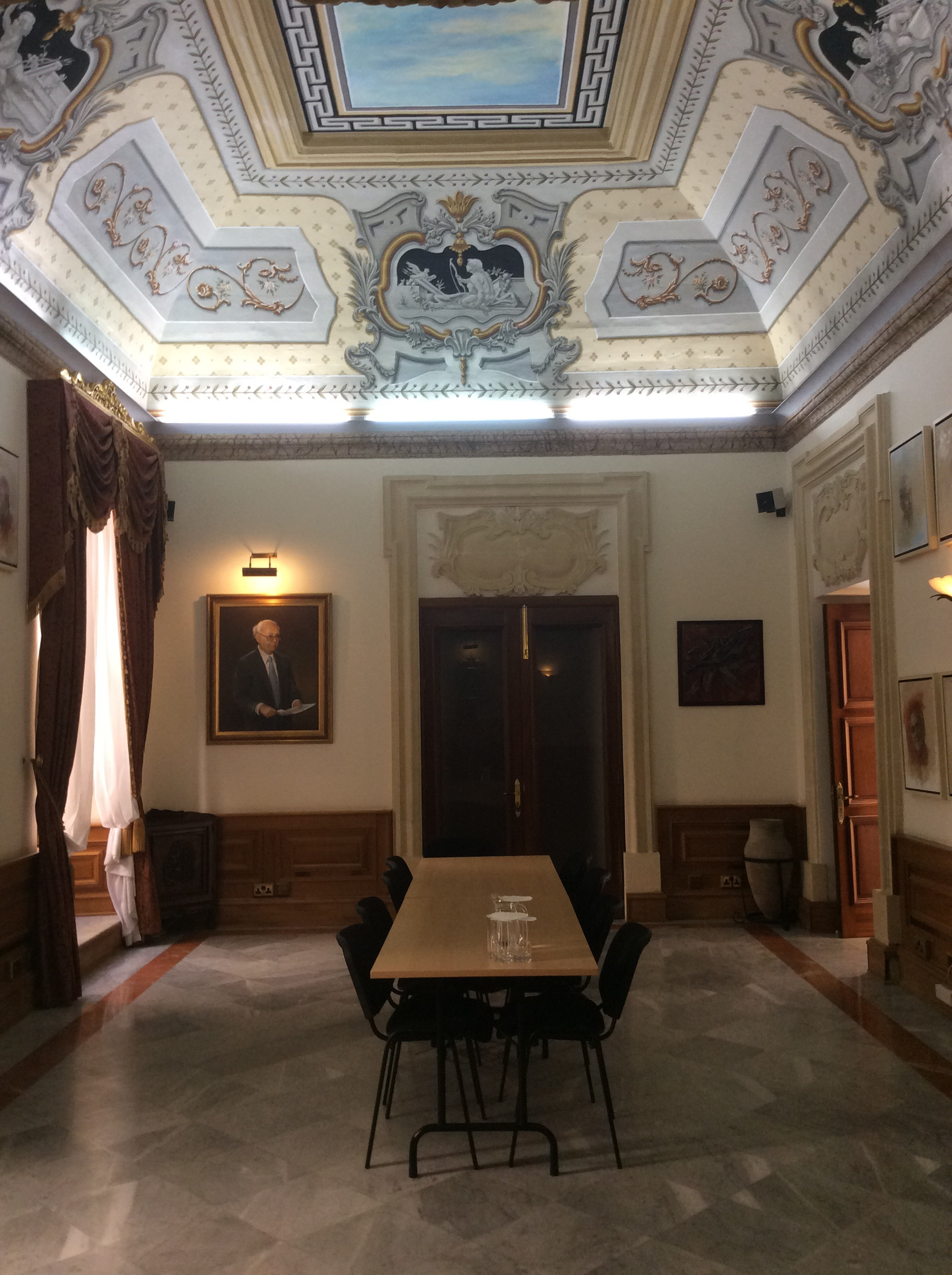
Salle Pardo
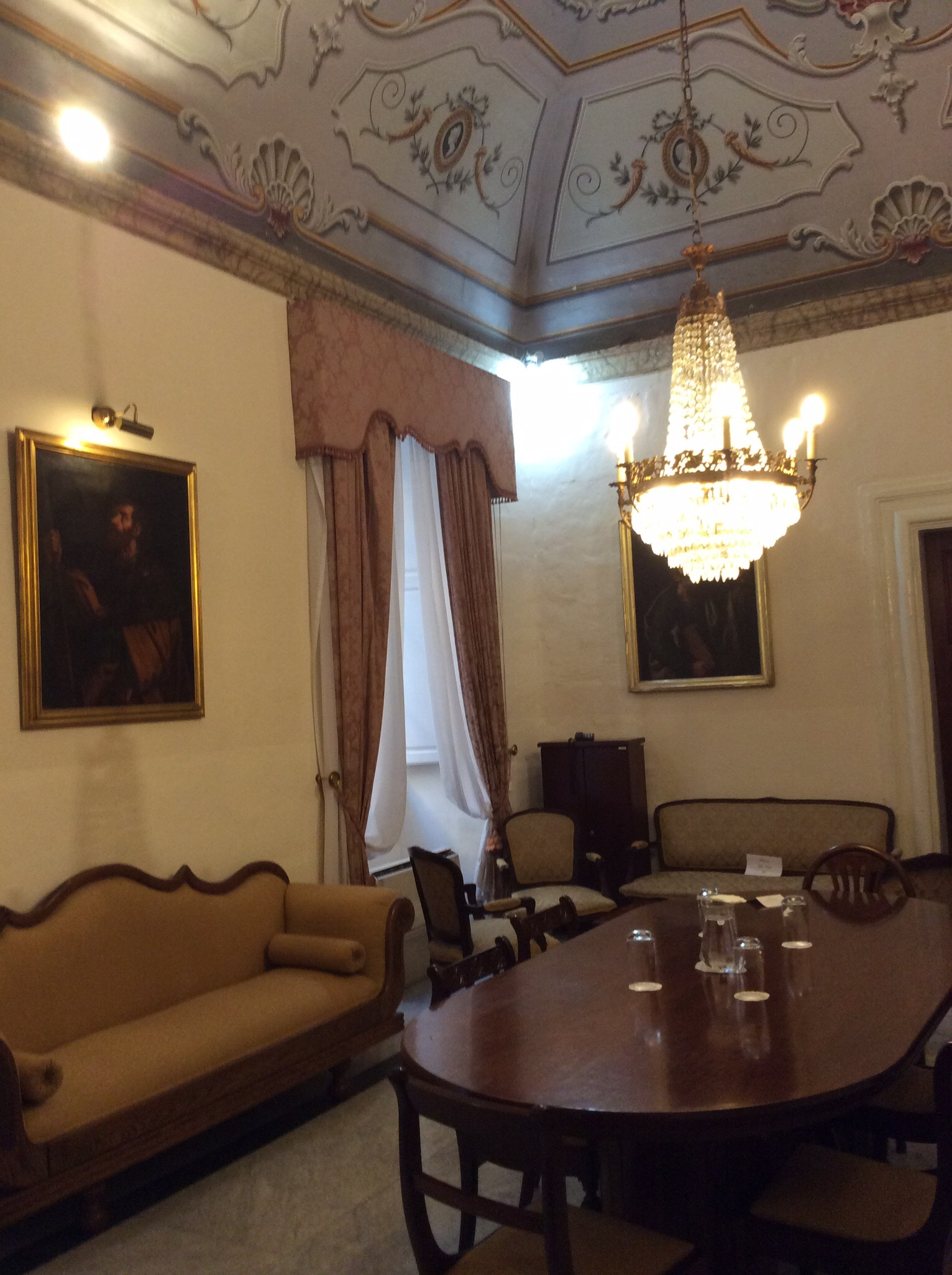
Salle Pardo
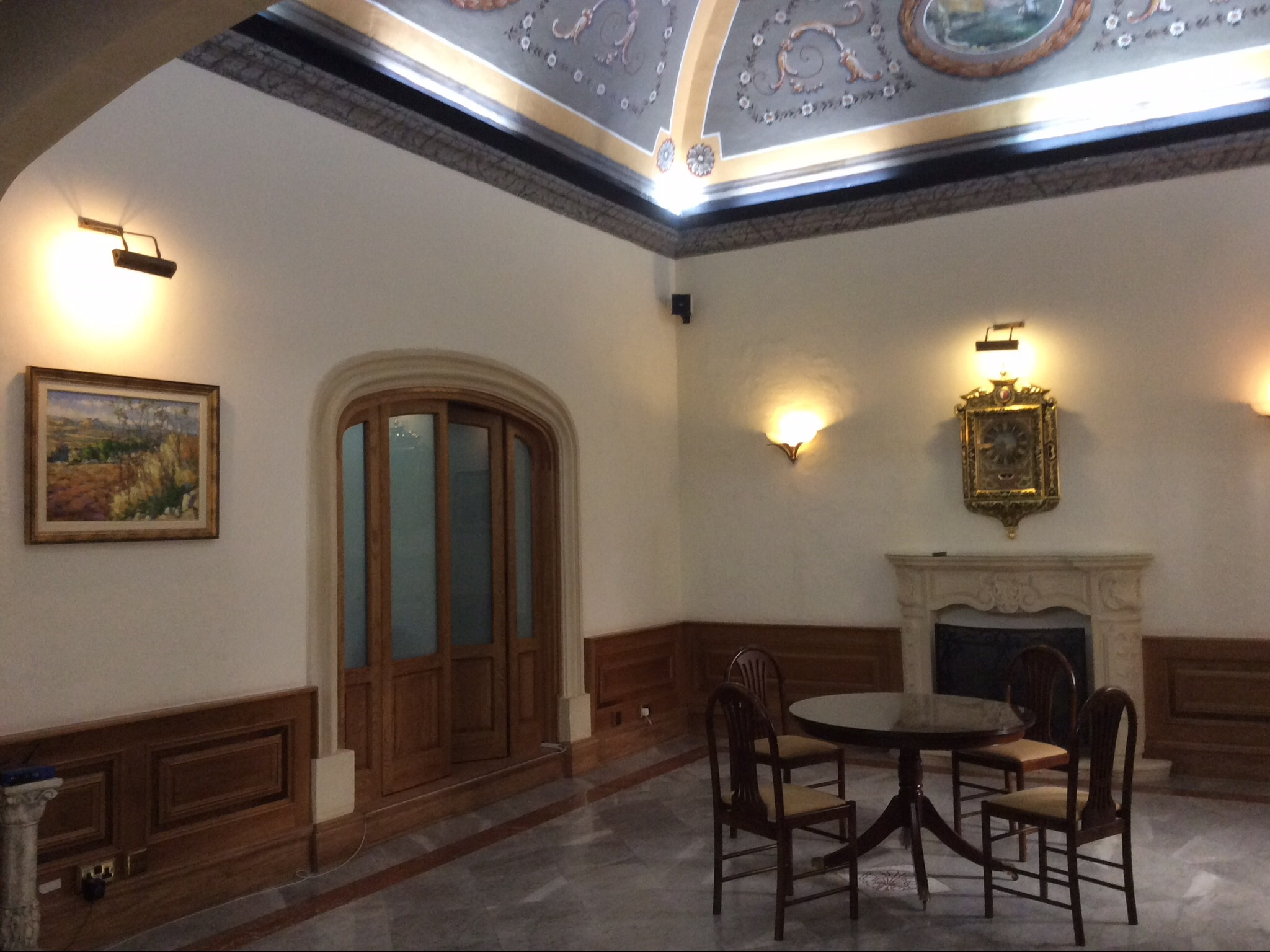
Salle Pardo
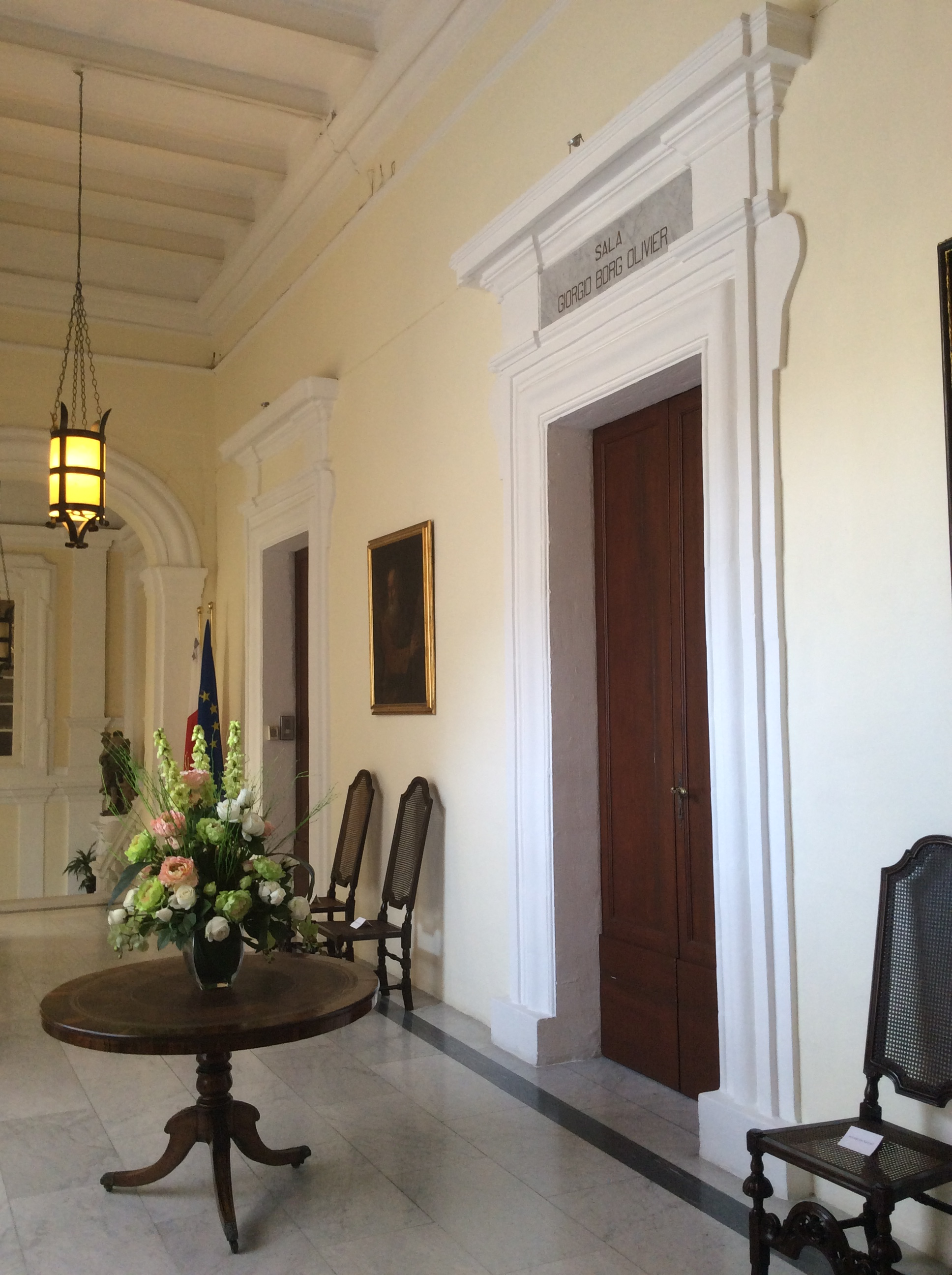
Entrée à la Sala Giorgio Borg Olivier
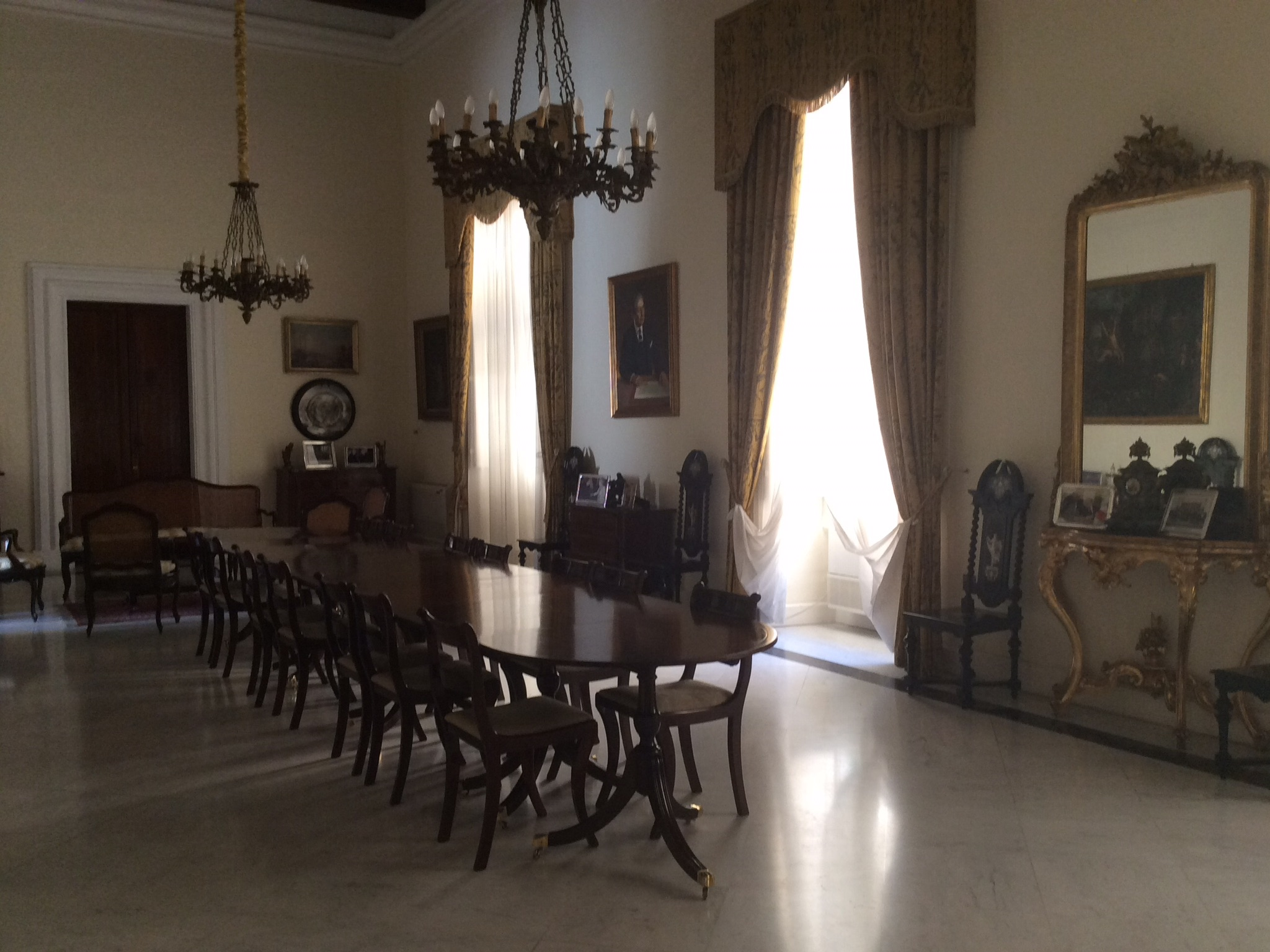
Salle George Borg Olivier
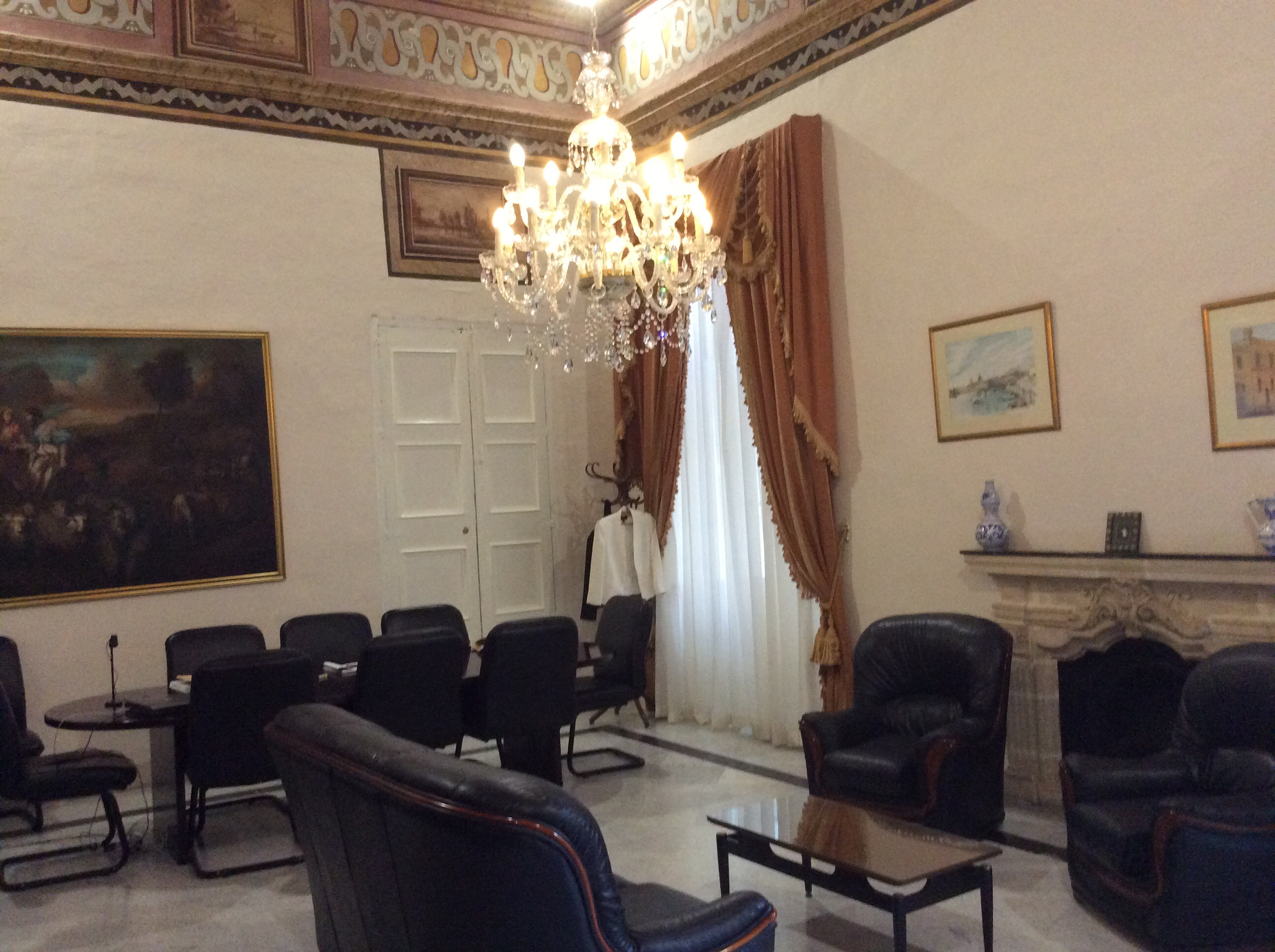
Premier étage
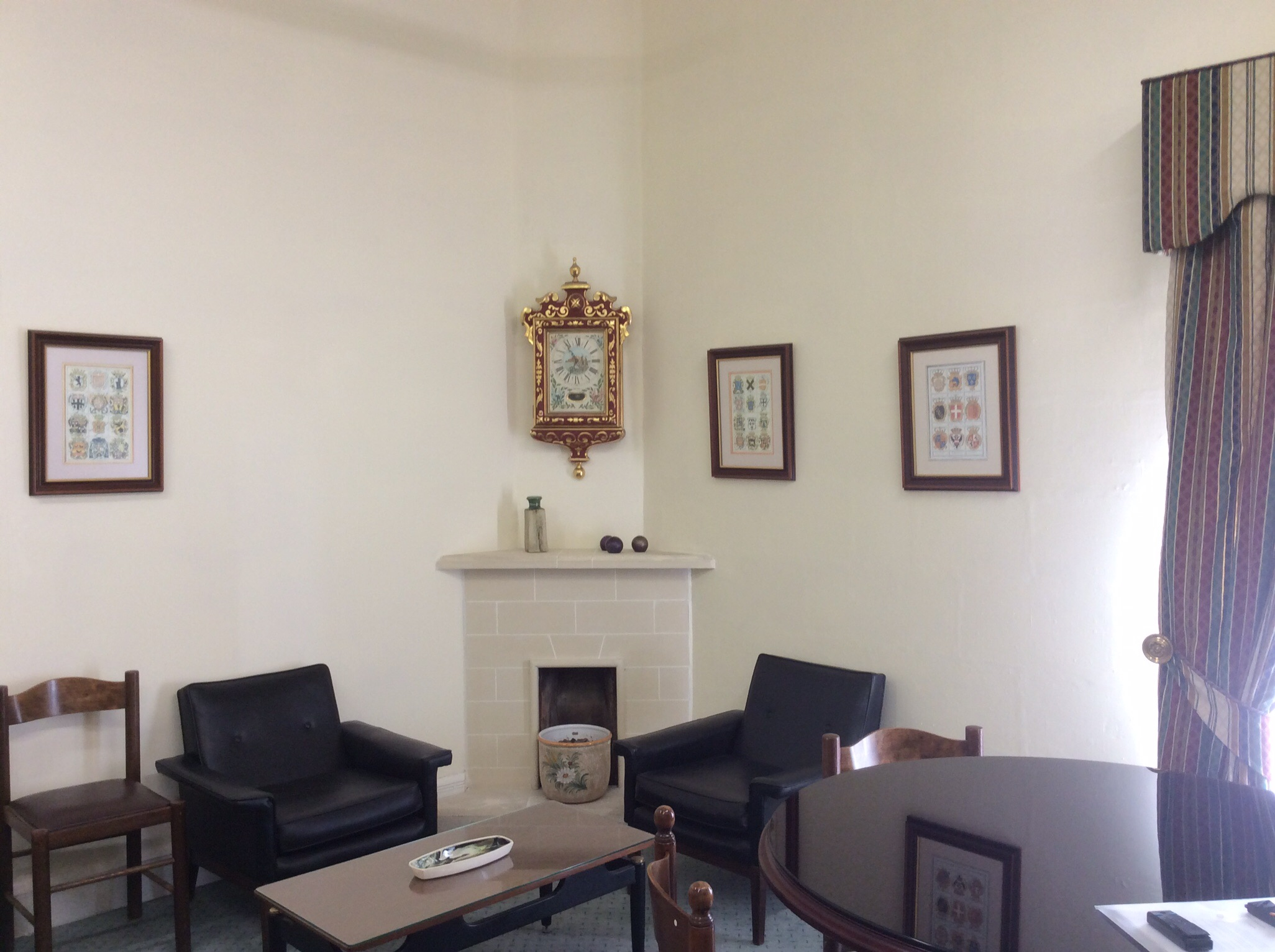
Deuxième étage
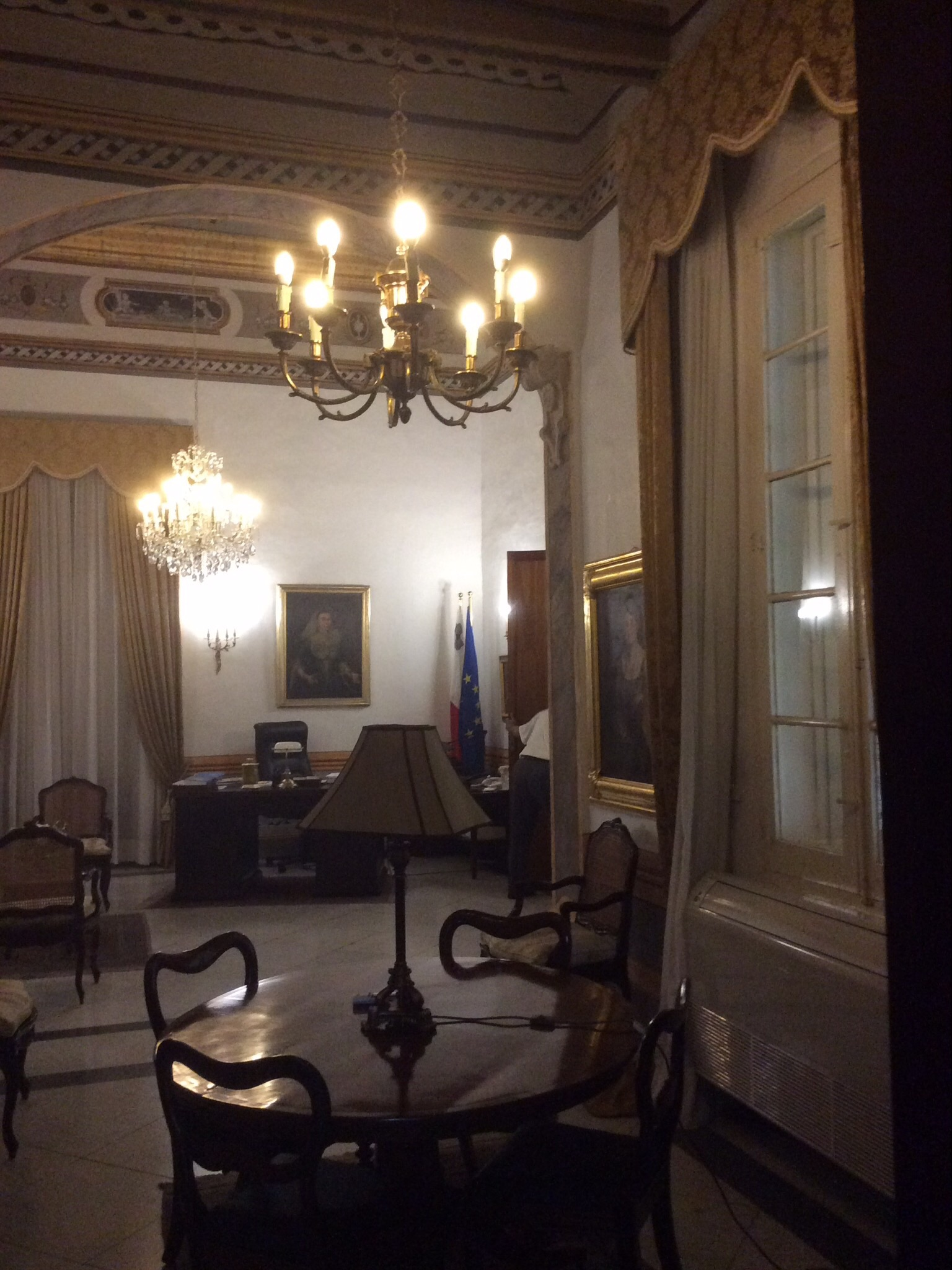
La chambre de Napoléon
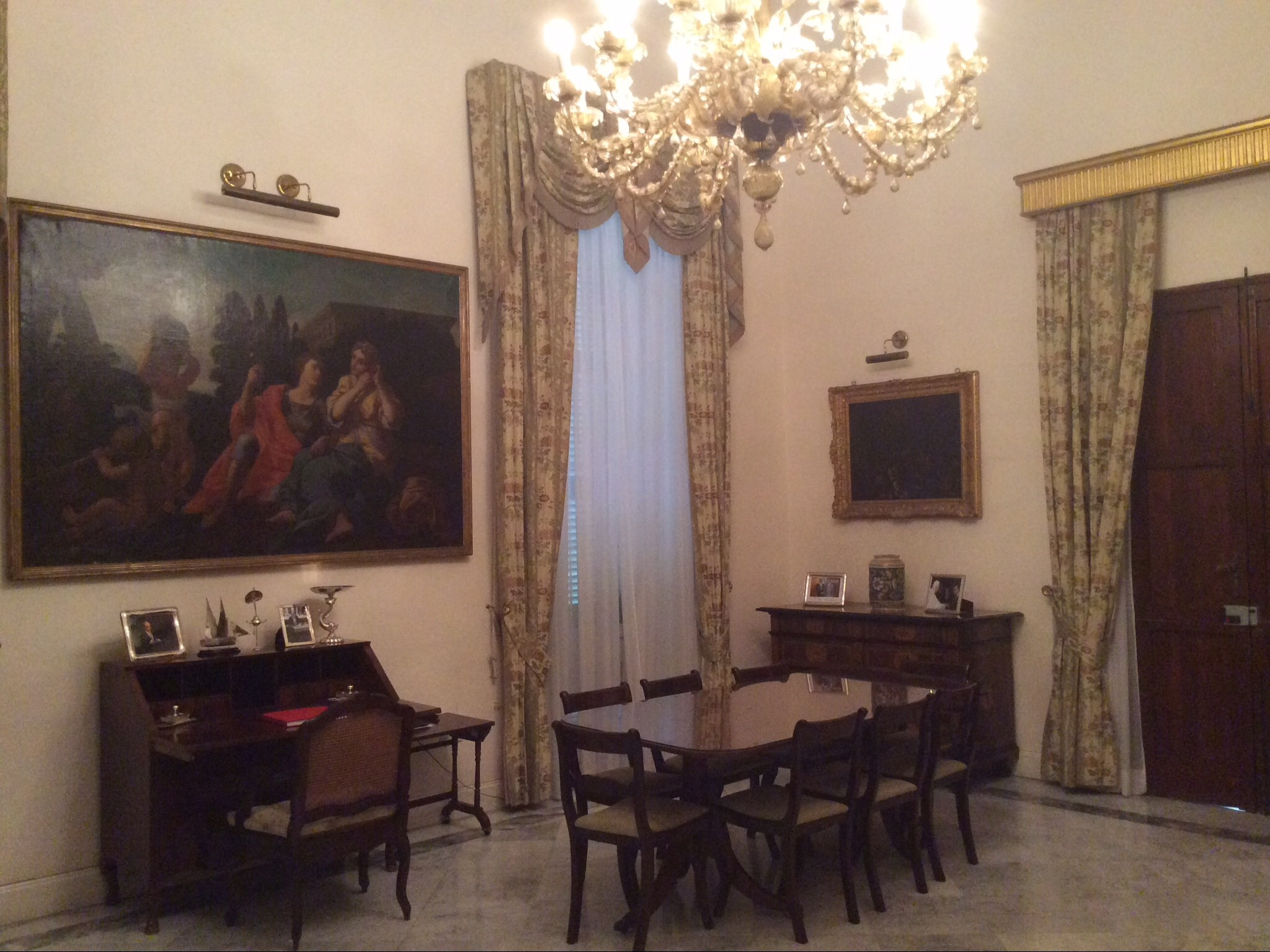
Cabinet où signent les dignitaires en visite
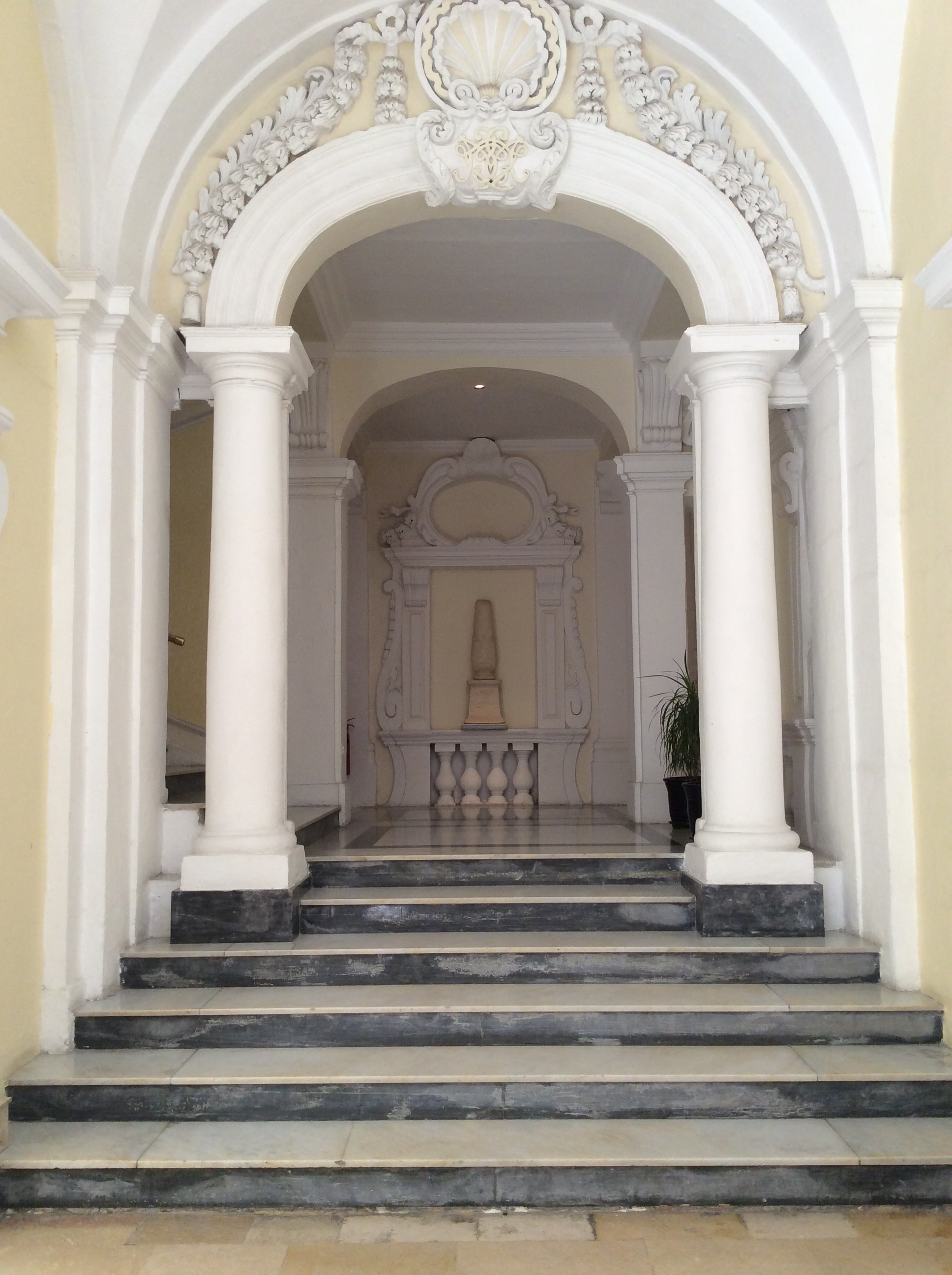
Cippe de Melqart
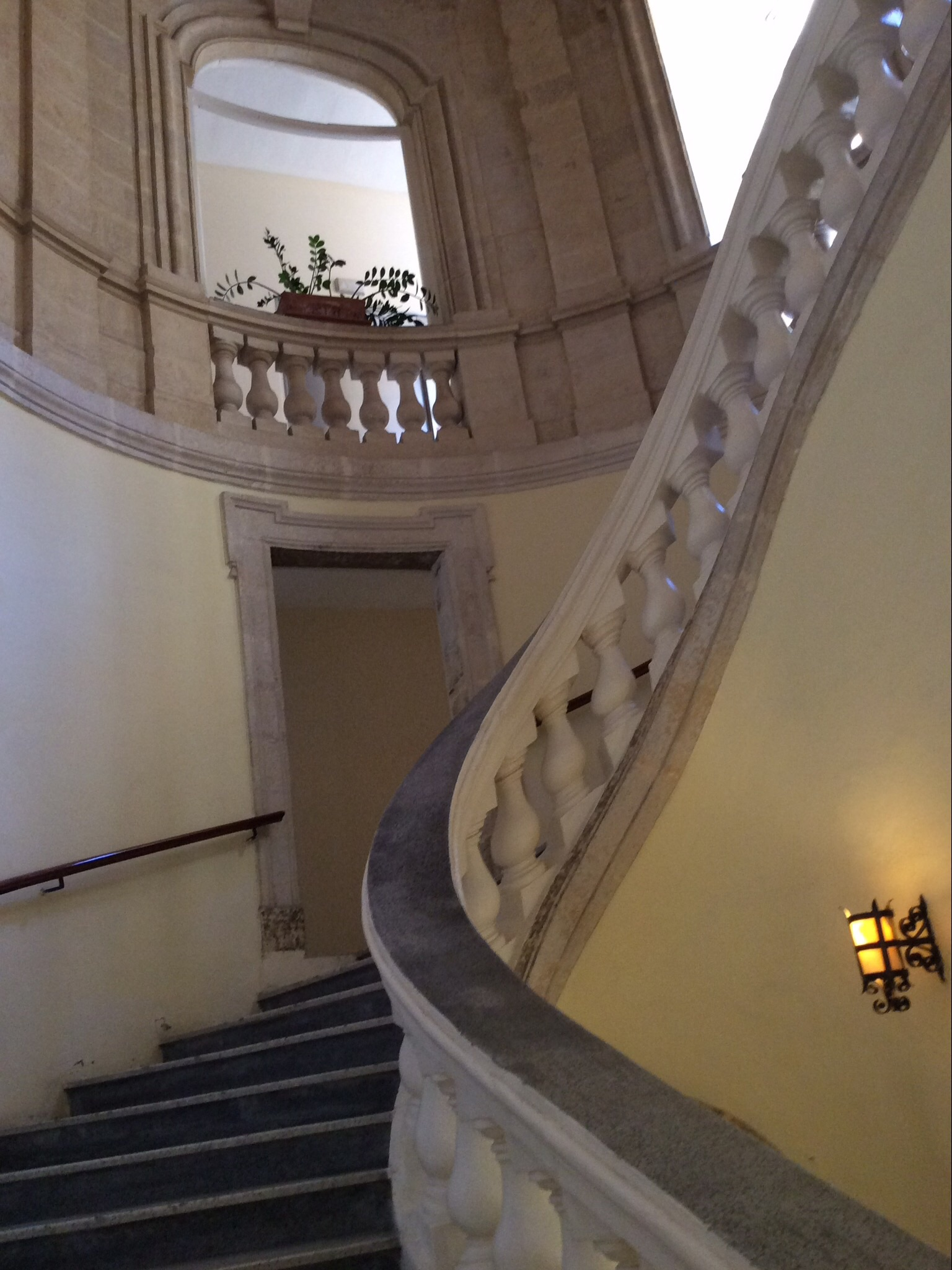
Escaliers
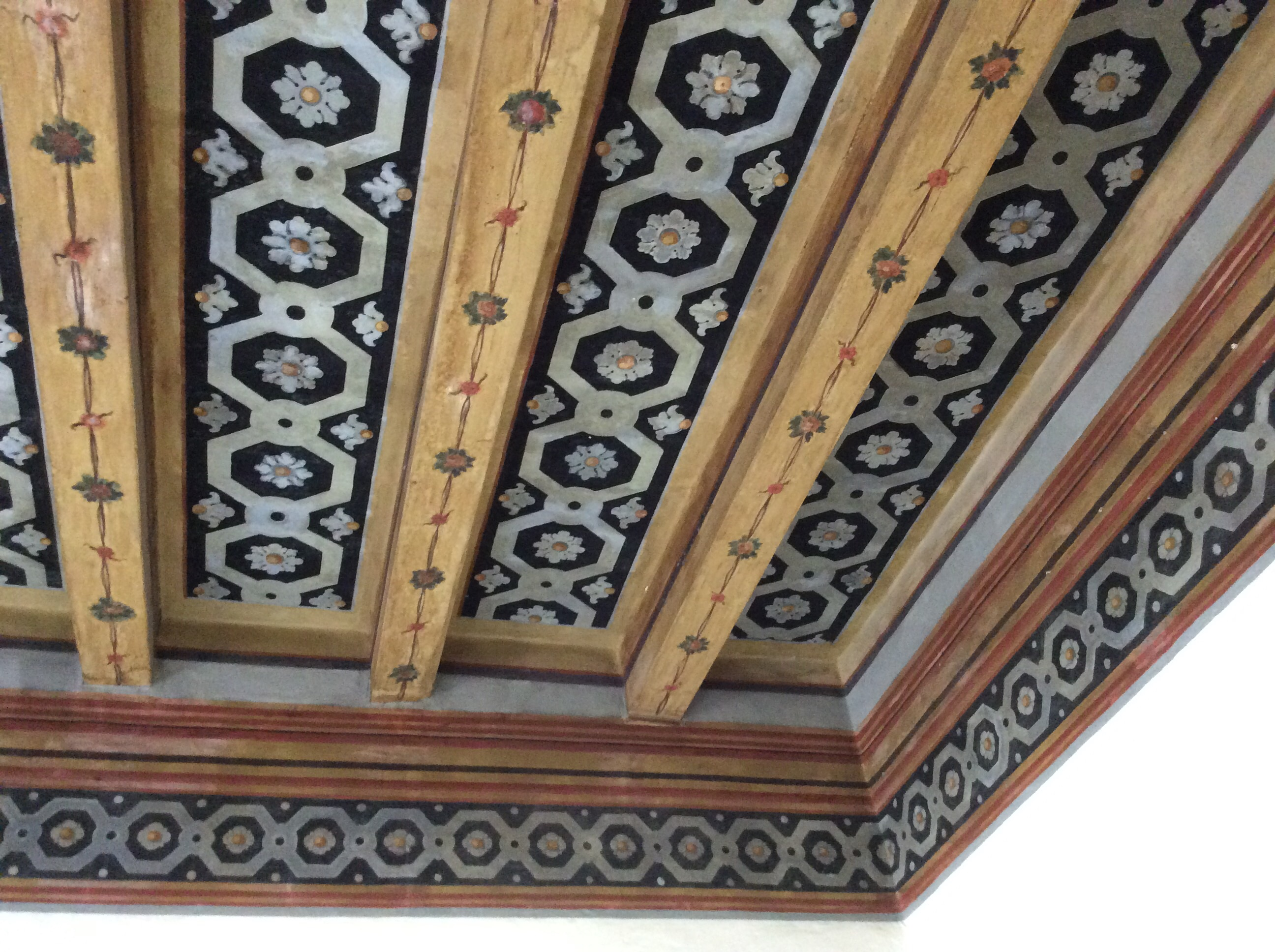
Poutres de plafond en bois décorées
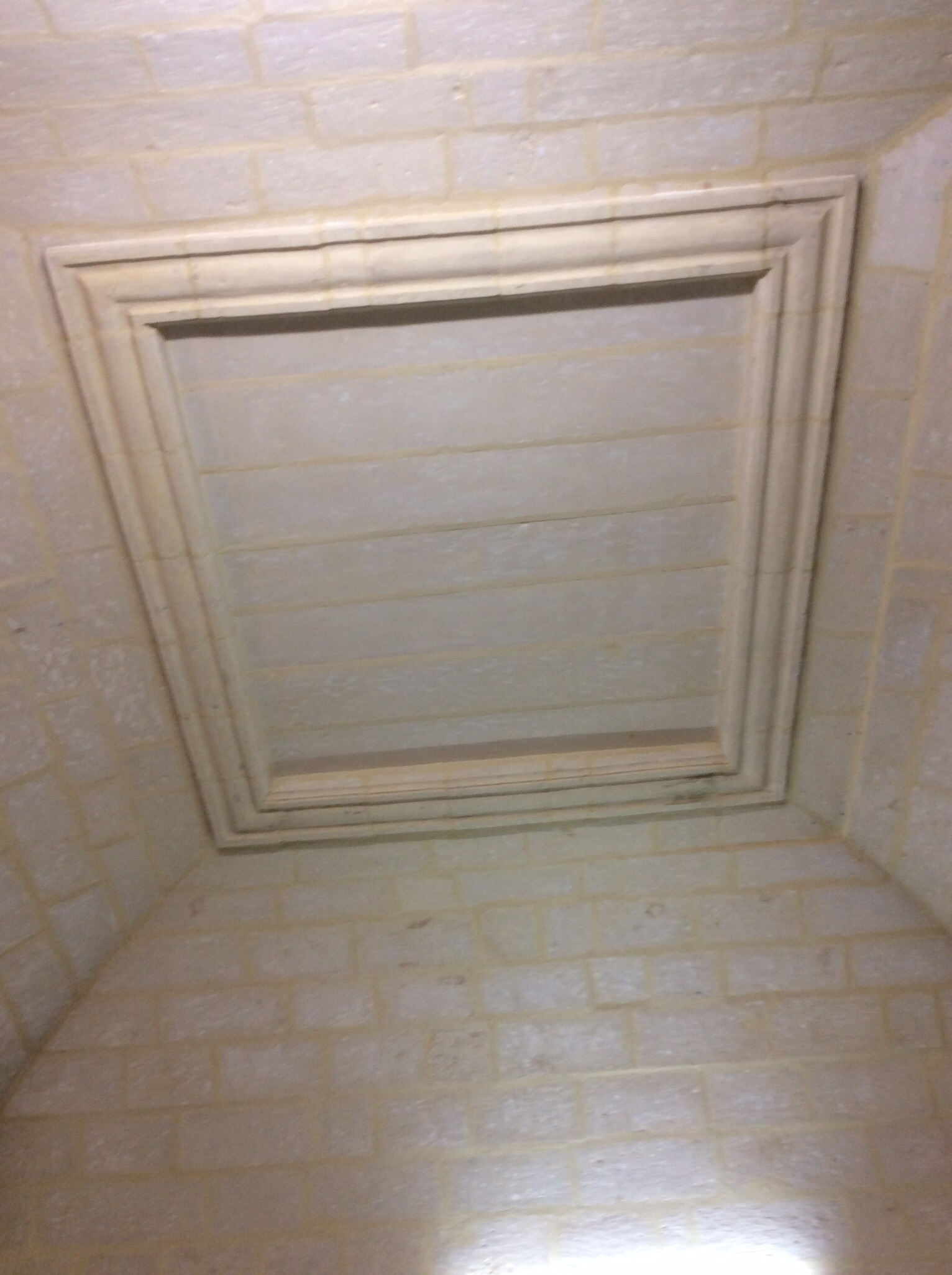
Fresques perdues pendant la Seconde Guerre mondiale
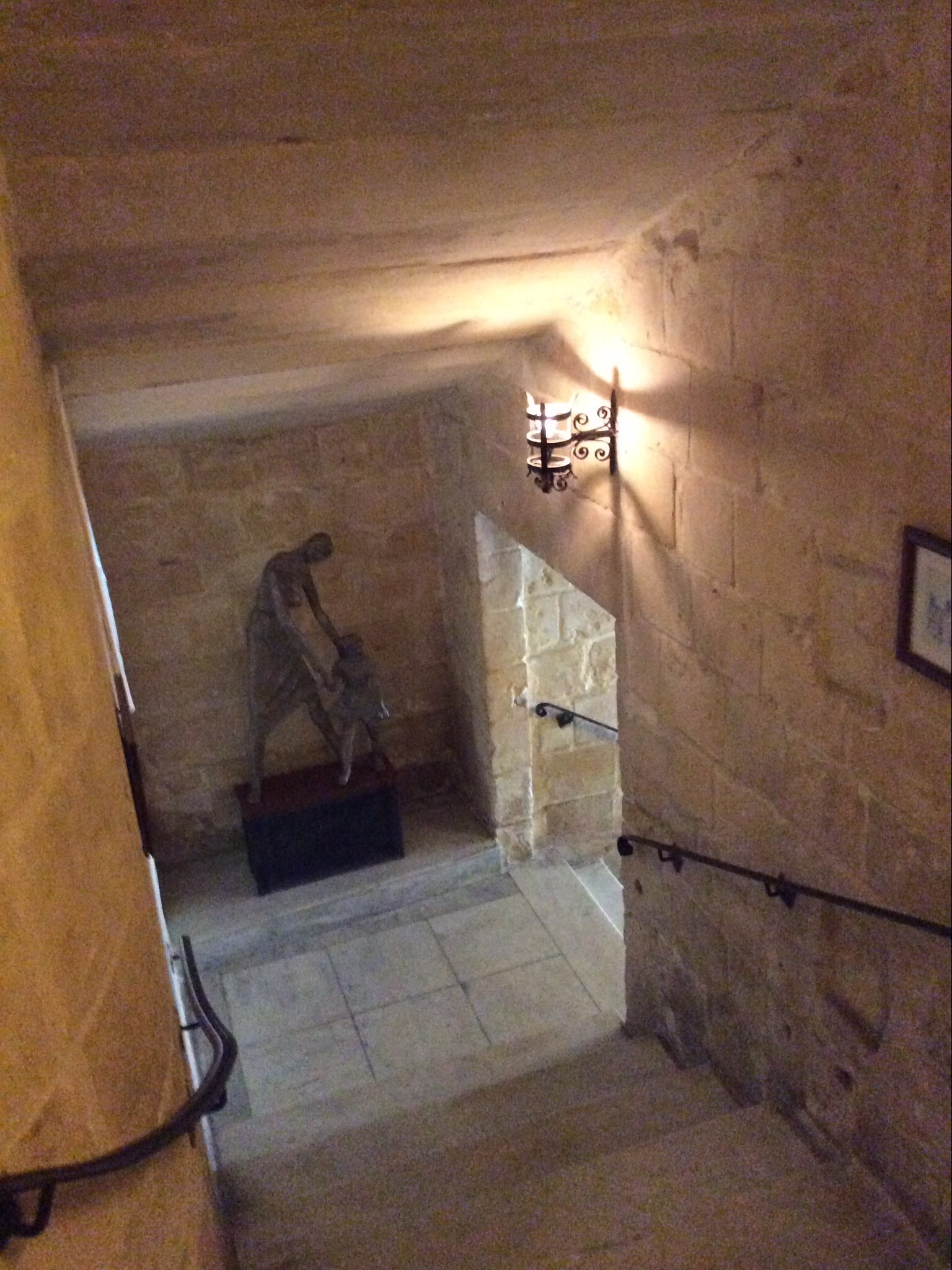
Escaliers souterrains
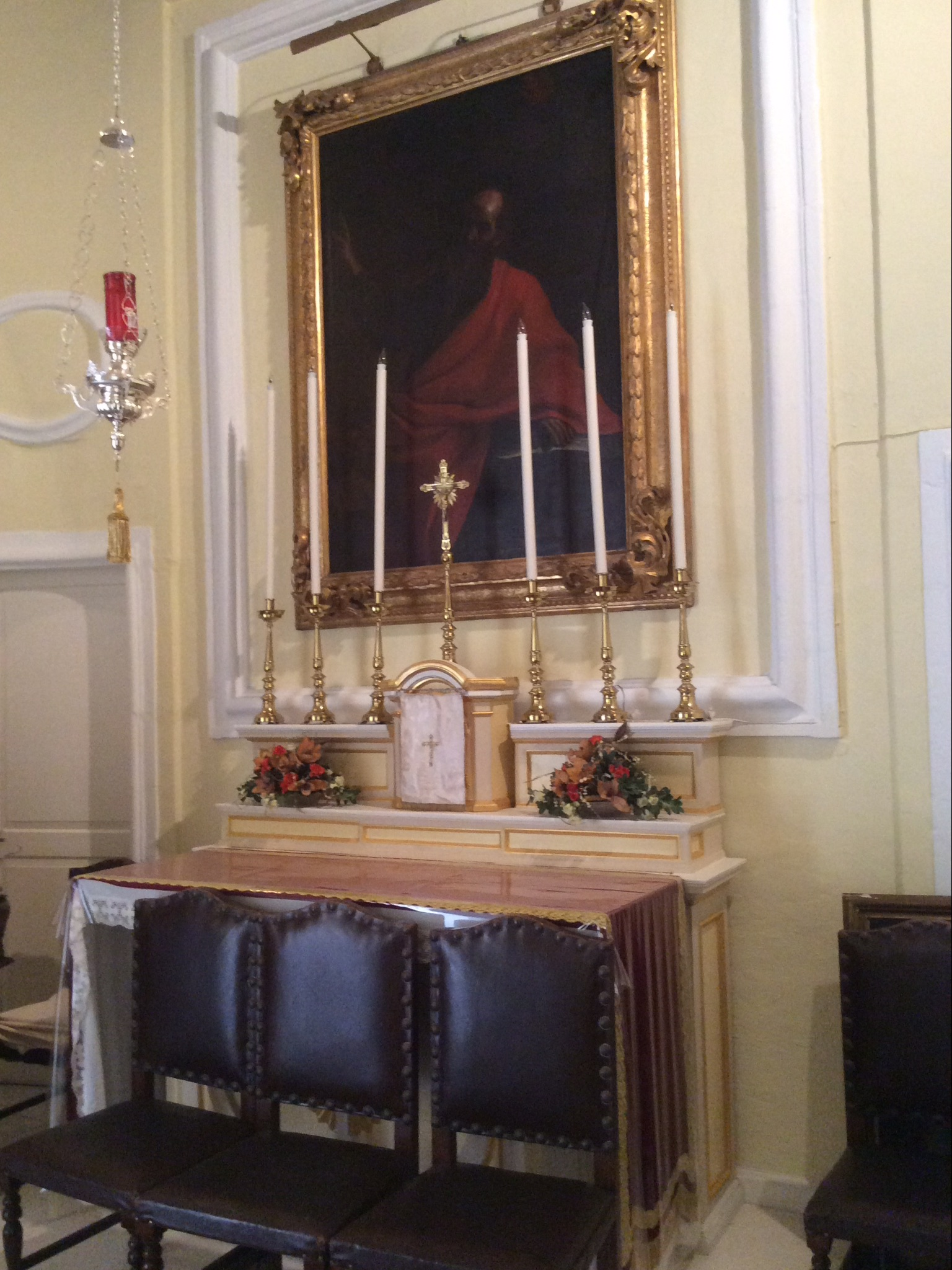
Chapelle

## Art
Les plafonds et les murs du palais ont un certain nombre de fresques peintes par l'artiste maltais Antonaci Grech. Certaines ont été détruites lorsque le palais a été bombardé pendant la Seconde Guerre mondiale, mais d'autres restent en bon état.

Un certain nombre de peintures se trouvent dans le palais; celles de l'artiste italien Mattia Preti sont plus anciennes que le palais lui-même.

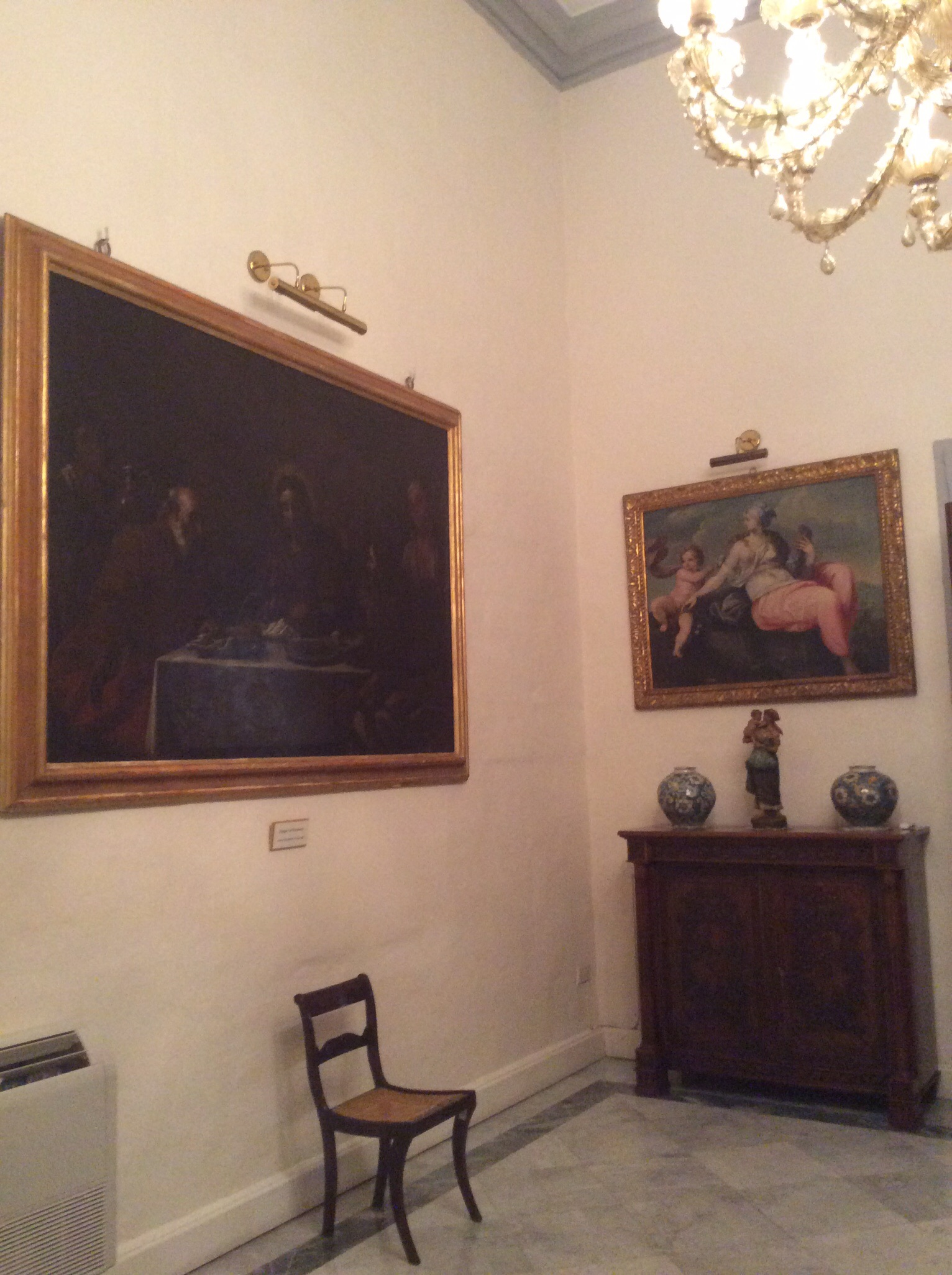
Souper à Emmaus, peinture de 1680 par Mattia Preti
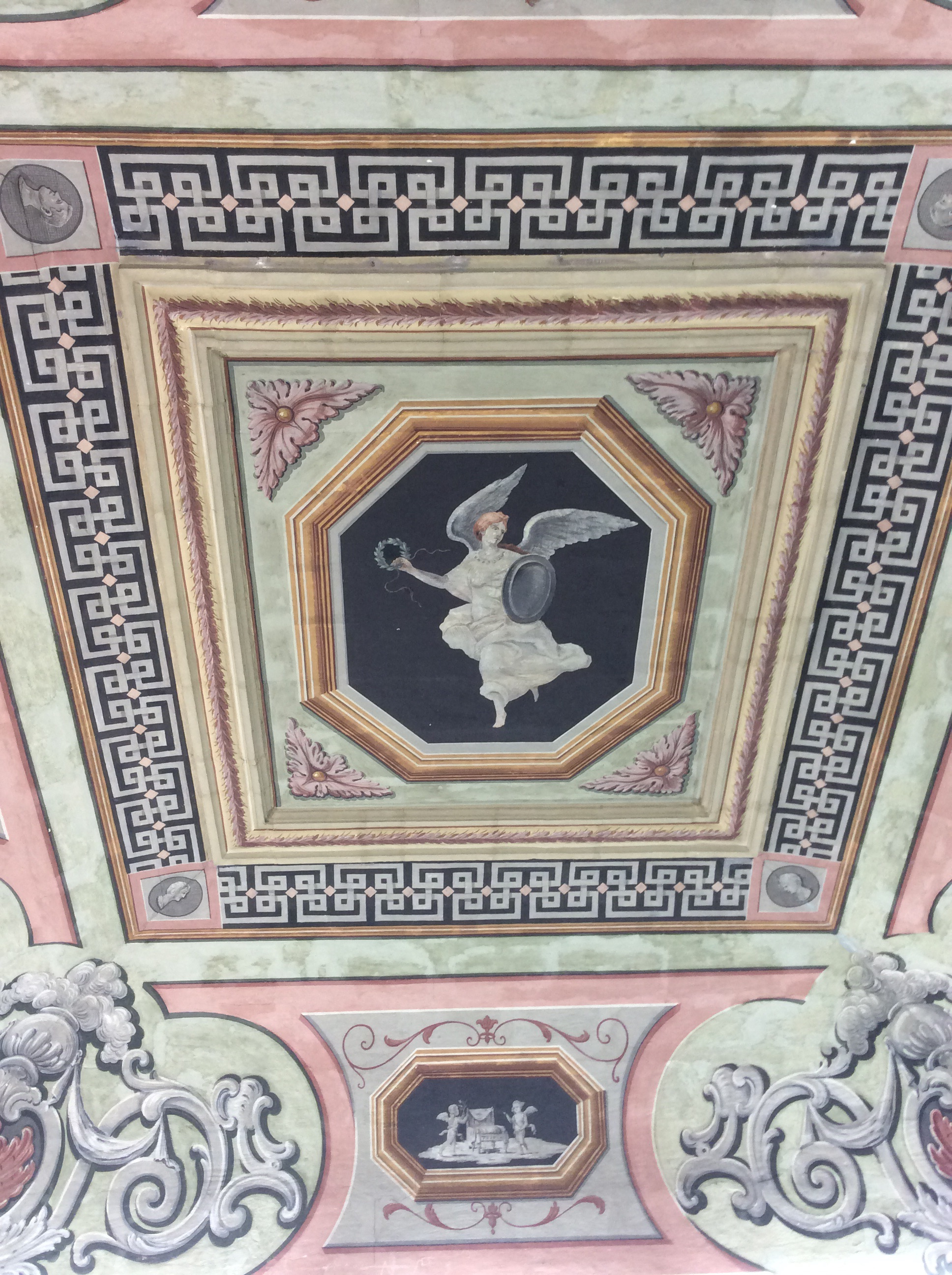
Fresque du plafond
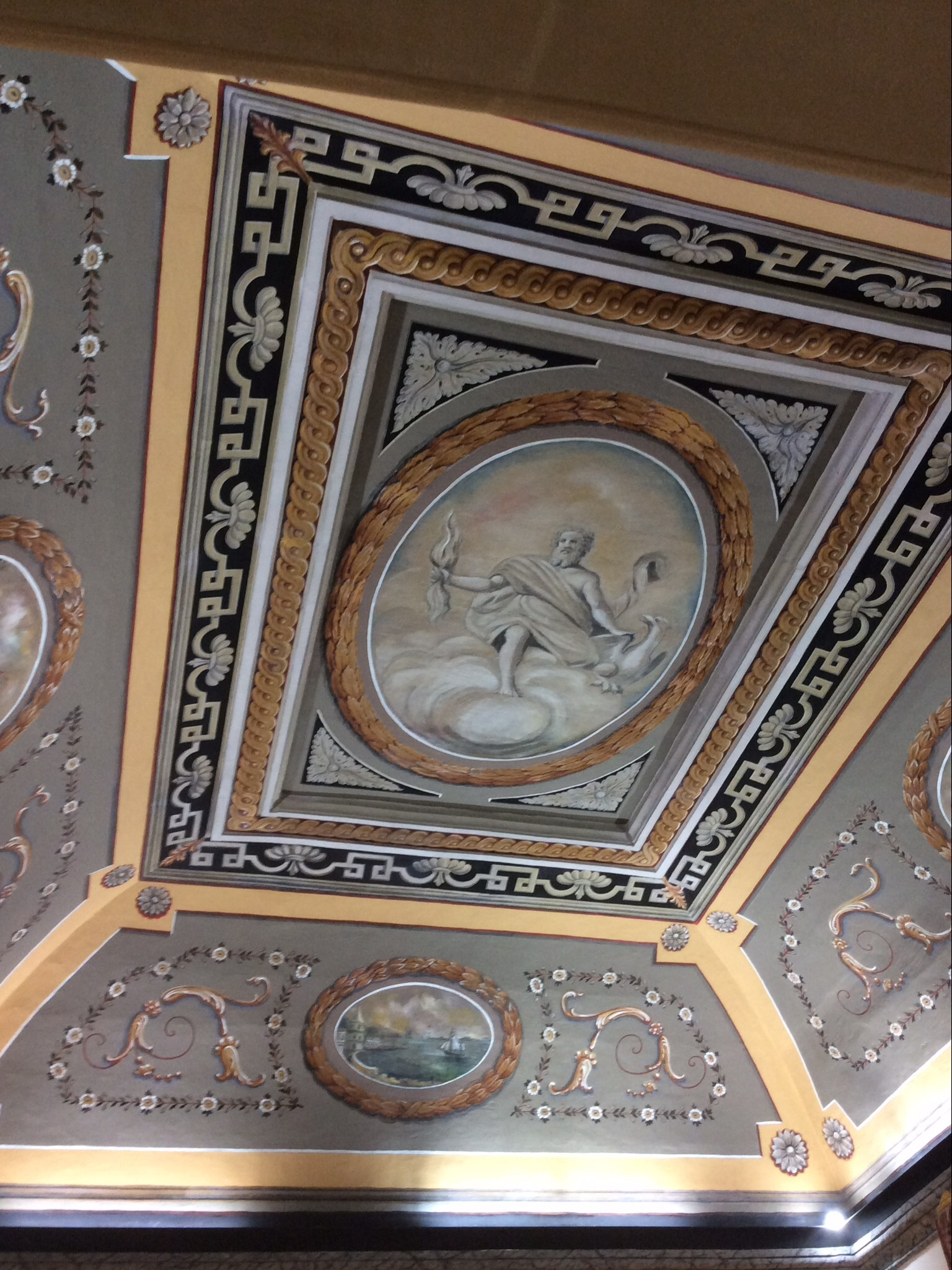
Fresque du plafond
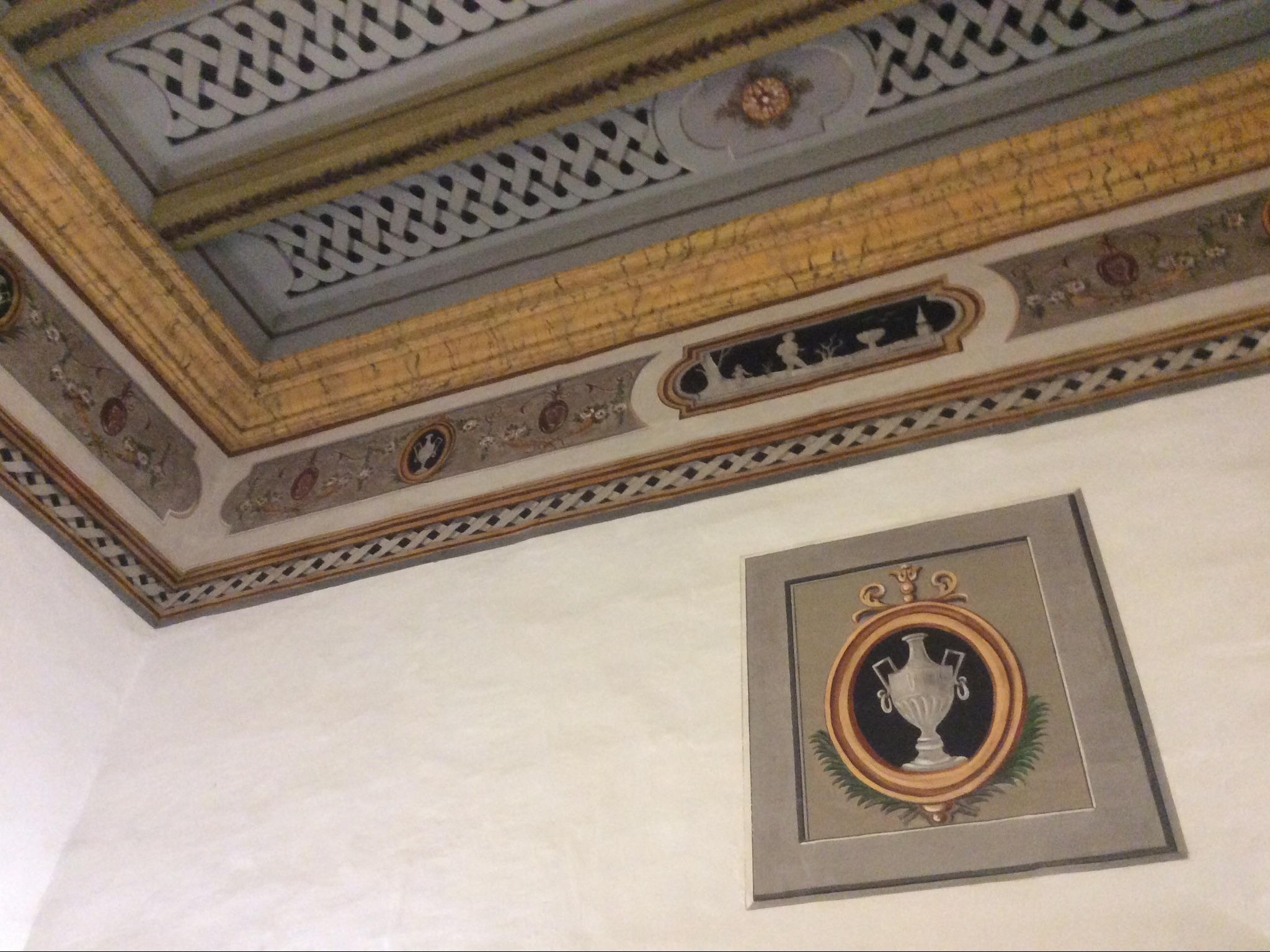
Fresques
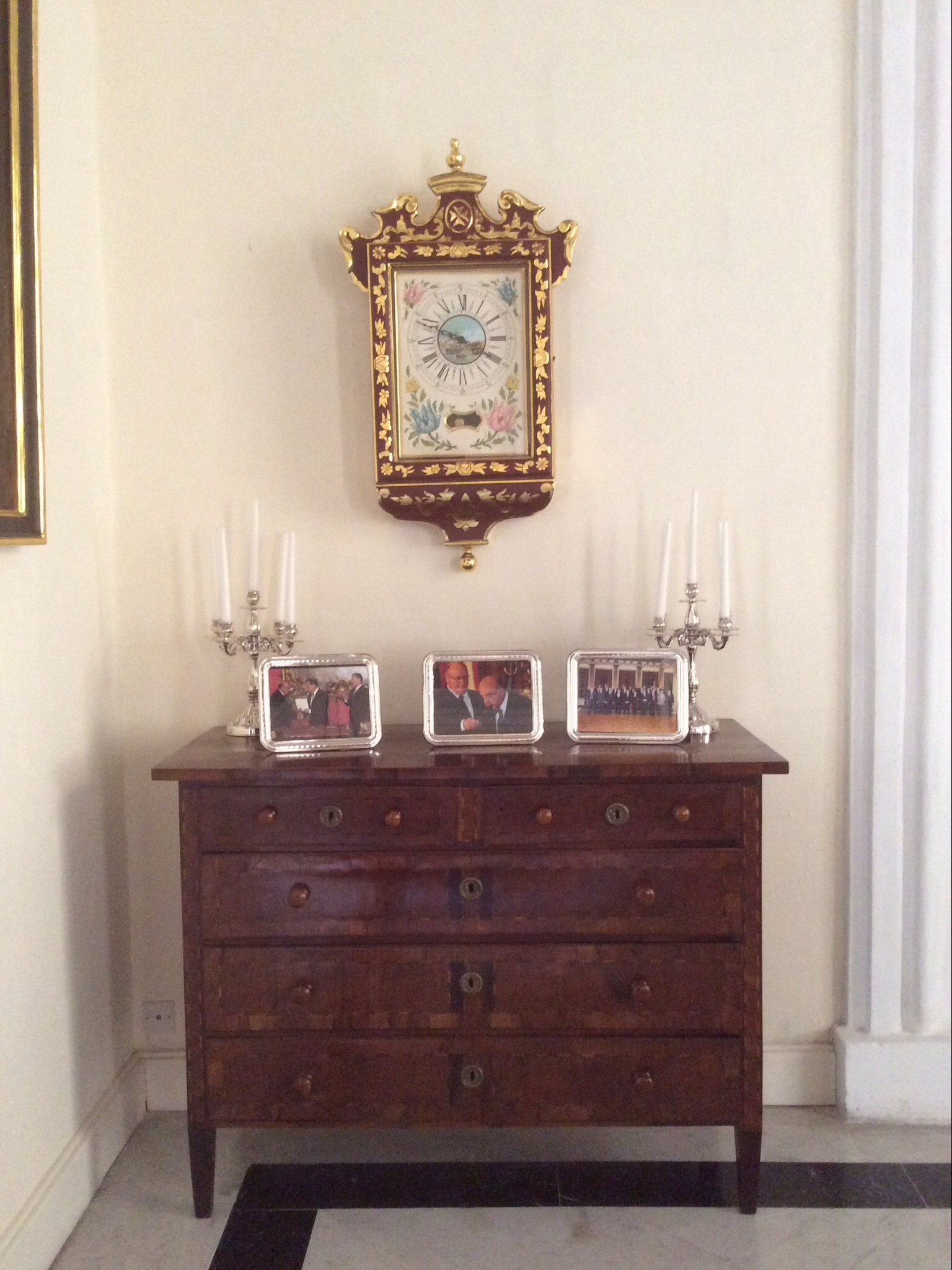
Horloge maltaise
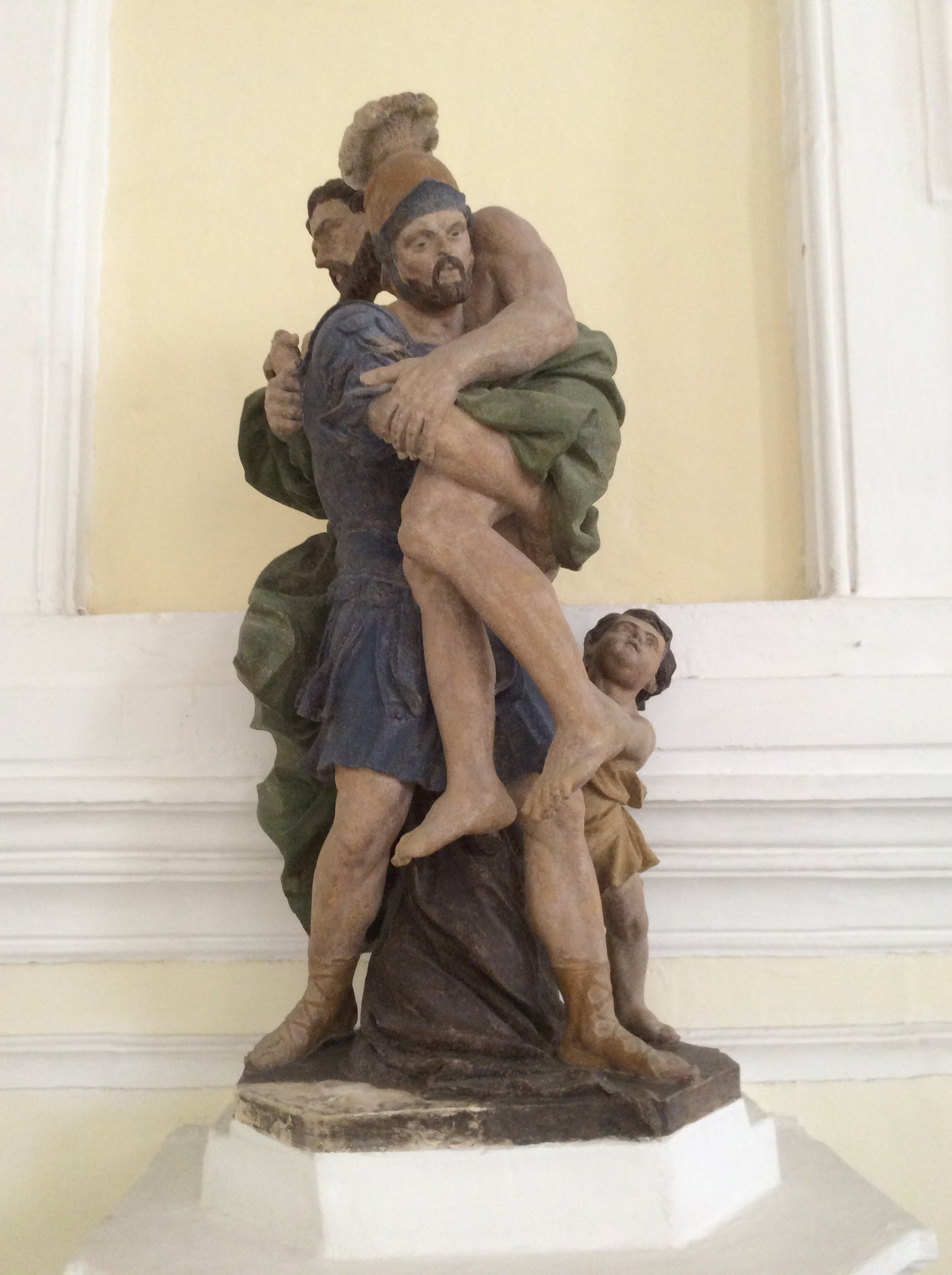
Statue du XVIIIe siècle
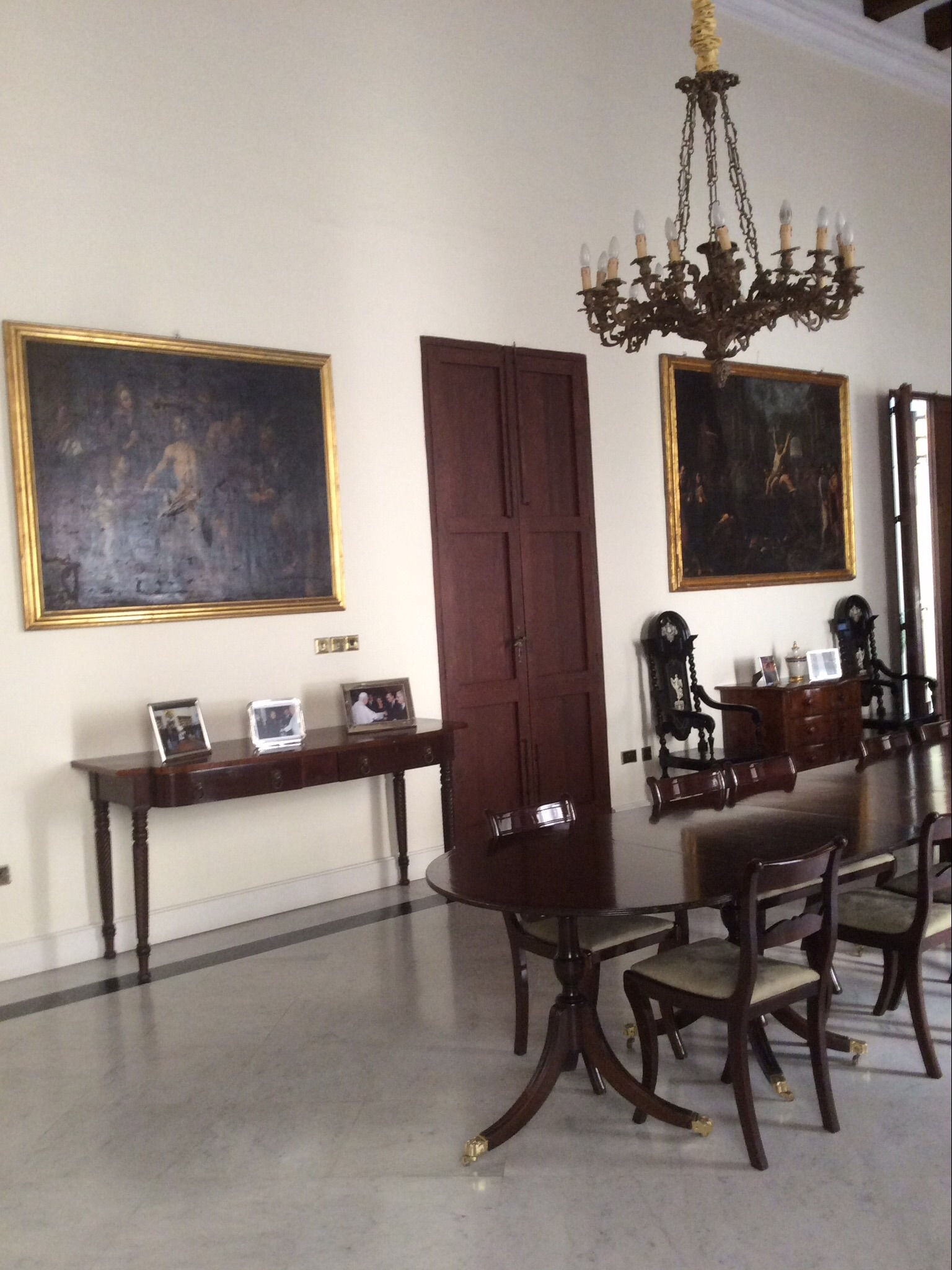
Mobilier
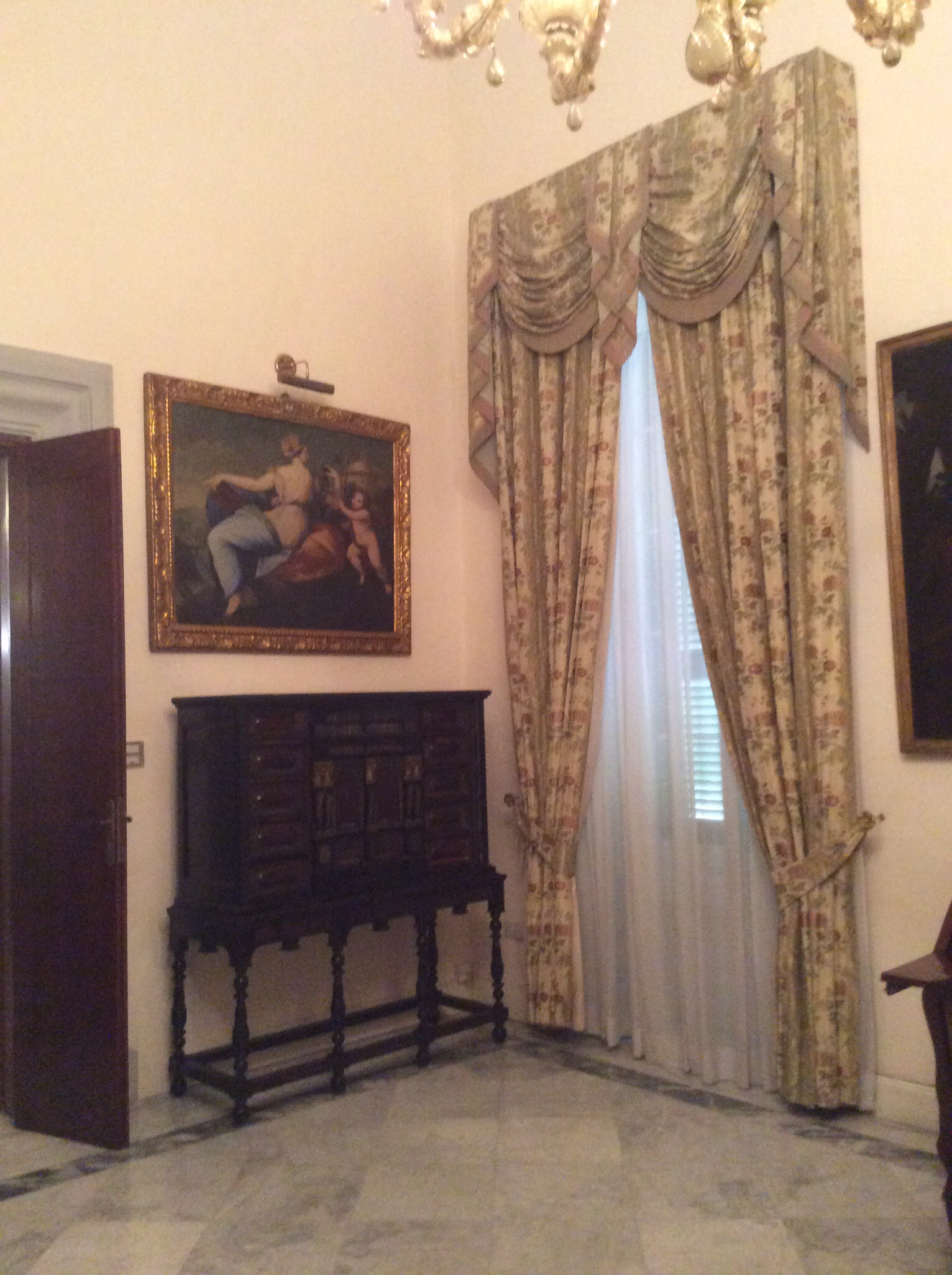
Cabinet chinois
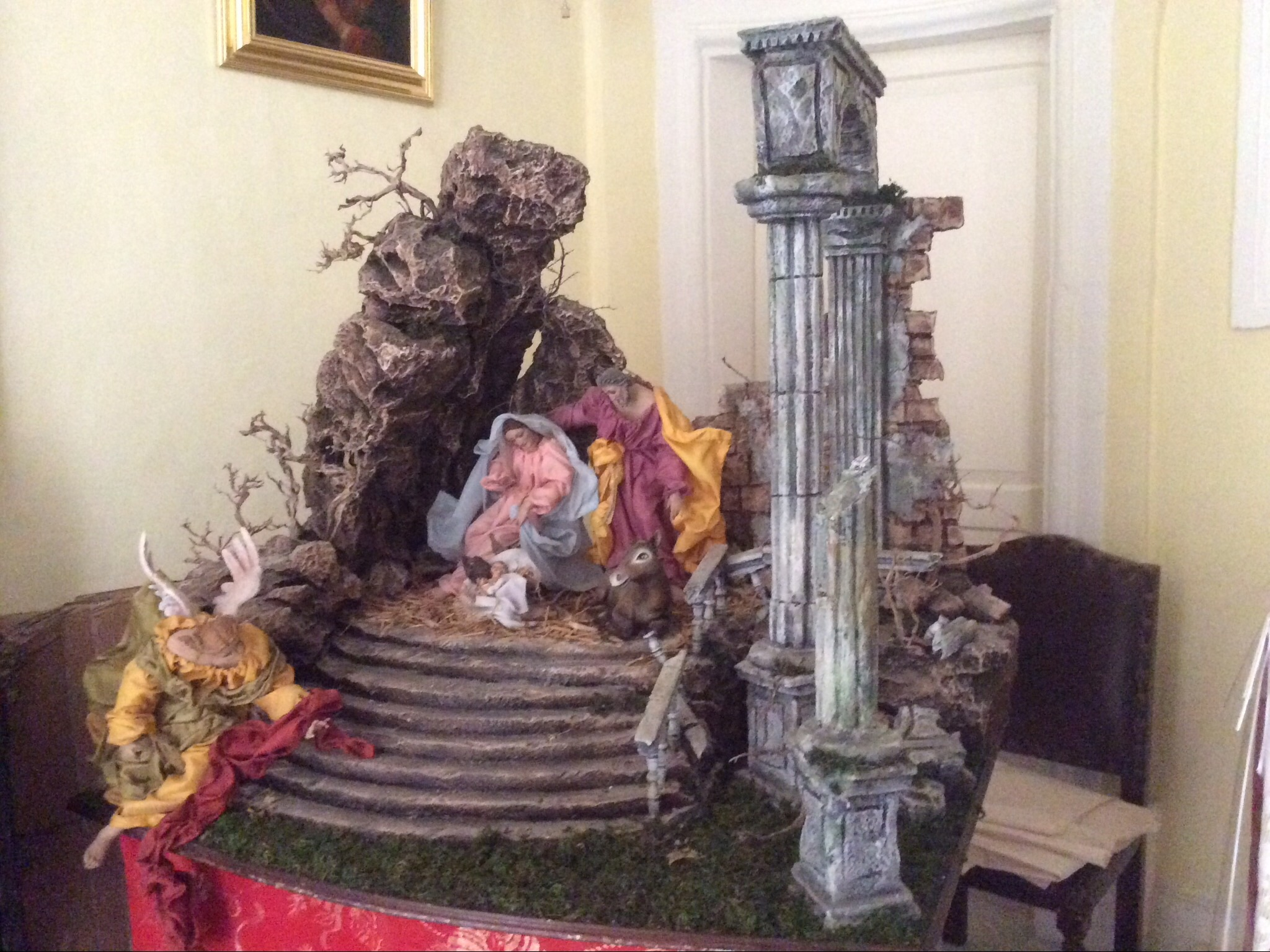
Œuvre napolitaine
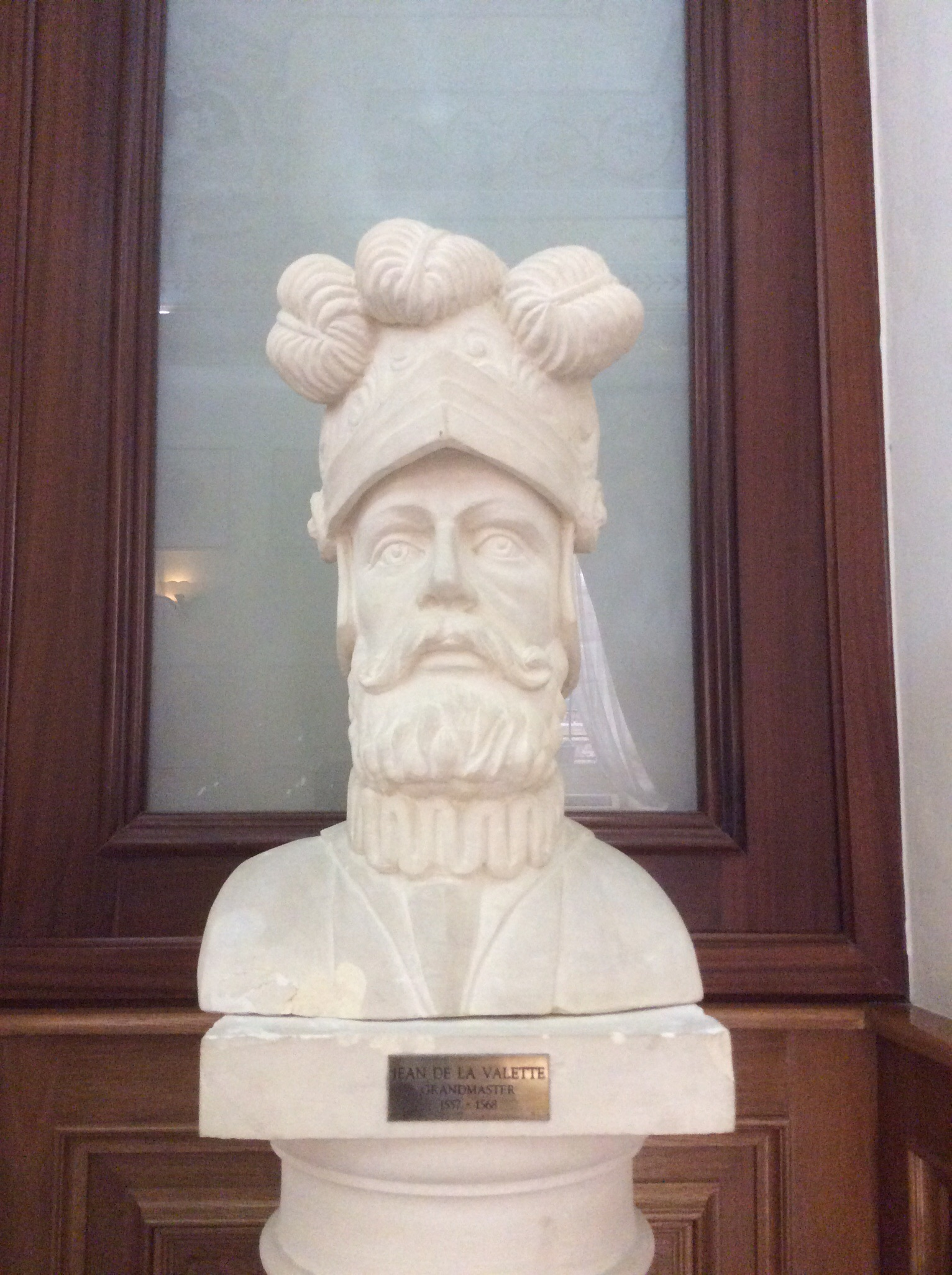
Buste de Jean de Valette